# Civiltà minoica
La civiltà minoica (detta anche cretese) è una cultura dell'età del bronzo sorta sull'isola di Creta approssimativamente dal 2700 a.C. al 1400 a.C. (successivamente, la cultura micenea greca divenne dominante nei siti minoici di Creta). Questa civiltà, chiamata minoica in riferimento al re cretese Minosse, fu riscoperta tra il 1901 e il 1905, principalmente attraverso il lavoro dell'archeologo britannico Arthur Evans. La Creta minoica prese il suo posto storico, come disse Will Durant nel 1939, come "il primo anello nella catena europea". La vantaggiosa posizione geografica dell'isola favorì il sorgere della prima civiltà mediterranea e di un fiorente impero marittimo che dal mar Egeo controllava una rete commerciale che raggiungeva l'Egitto, la Fenicia (Libano), le regioni a nord del Mar Nero e l'Occidente tanto da esercitare una vera e propria talassocrazia.

## Caratteristiche
Come i minoici chiamassero effettivamente se stessi è del tutto sconosciuto. Il termine, derivato dal mitologico re Minosse, fu coniato dall'archeologo britannico Arthur Evans. Nella mitologia greca Minosse fu associato al labirinto, che Evans identificò con il sito di Cnosso. Forse con il termine di Minosse gli antichi cretesi indicavano tutti i sovrani dell'isola. Si è talvolta argomentato che alcuni toponimi come l'egiziano Keftiu (*kaftāw) e il semitico Kaftor o Caphtor e Kaptara nei documenti d'archivio della città siriaca di Mari apparentemente si riferiscano all'isola di Creta. John Strange ha osservato d'altra parte come alcuni fatti rilevati in relazione a Caphtor/Keftiu fatichino a essere ricondotti a Creta. Nell'Odissea, composta secoli dopo la distruzione della civiltà minoica, Omero chiama i nativi di Creta eteocretesi ("veri cretesi"), presumibilmente discendenti dei minoici.
I palazzi minoici (anaktora) sono i tipi di costruzione più noti scavati sull'isola: erano edifici monumentali adibiti a scopi amministrativi, come viene evidenziato dai vasti archivi portati alla luce dal lavoro degli archeologi. Ognuno dei palazzi scavati in base alla datazione ha una propria fisionomia peculiare, condividendo però anche caratteristiche che li distinguono da altre strutture. Erano spesso a più piani, a scalinate interne ed esterne, pozzi, colonne massicce, magazzini e cortili.

## Cronologia e storia egea
| 3650-3000 a.C. | Minoico Antico I    | Prepalaziale (prima delle costruzioni dei palazzi)   |
| 2900-2300 a.C. | Minoico Antico II   | Prepalaziale (prima delle costruzioni dei palazzi)   |
| 2300-2160 a.C. | Minoico Antico III  | Prepalaziale (prima delle costruzioni dei palazzi)   |
| 2160-1900 a.C. | Minoico Medio I a   | Prepalaziale (prima delle costruzioni dei palazzi)   |
| 1900-1800 a.C. | Minoico Medio I b   | Protopalaziale (periodo del palazzo antico)          |
| 1800-1700 a.C. | Minoico Medio II    | Protopalaziale (periodo del palazzo antico)          |
| 1700-1640 a.C. | Minoico Medio III a | Neopalaziale (periodo del palazzo nuovo)             |
| 1640-1600 a.C. | Minoico Medio III b | Neopalaziale (periodo del palazzo nuovo)             |
| 1600-1480 a.C. | Minoico Tardo I a   | Neopalaziale (periodo del palazzo nuovo)             |
| 1480-1425 a.C. | Minoico Tardo I b   | Neopalaziale (periodo del palazzo nuovo)             |
| 1425-1390 a.C. | Minoico Tardo II a  | Postpalaziale (A Cnosso, periodo del palazzo finale) |
| 1390-1370 a.C. | Minoico Tardo II b  | Postpalaziale (A Cnosso, periodo del palazzo finale) |
| 1370-1340 a.C. | Minoico Tardo III a | Postpalaziale (A Cnosso, periodo del palazzo finale) |
| 1340-1190 a.C. | Minoico Tardo III b | Postpalaziale (A Cnosso, periodo del palazzo finale) |
| 1190-1170 a.C. | Minoico Tardo III c | Postpalaziale (A Cnosso, periodo del palazzo finale) |
| 1100 a.C.      | Postminoico         |                                                      |

Il sistema cronologico egeo è considerato tripartito fin dal lavoro di Arthur Evans, considerato il "padre" dell'archeologia minoica. All'epoca infatti si credeva che le varie civiltà antiche si fossero tutte evolute in tre stadi distinti: nascita, sviluppo, decadenza.
È importante ricordare che la cronologia minoica è una cronologia relativa e non assoluta, essendo basata sulle sequenze stratigrafiche e sulle variazioni tecnologiche e degli stili della ceramica.
Anziché fornire date di calendario per il periodo minoico, gli archeologi usano due sistemi di cronologia relativa. La prima, come accennato, ideata da Evans e modificata successivamente dagli archeologi, è basata sugli stili della ceramica.
Il periodo minoico viene dunque diviso in tre fasi principali: Minoico Antico o protominoico o fase prepalaziale (MA), Minoico Medio o fase protopalaziale (MM), e Minoico Tardo o fase neopalaziale (MT). Queste fasi vengono ulteriormente suddivise, per es. Antico Minoico I, II, III (AMI, AMII, AMIII).

### Cronologia palaziale
Per l'isola di Creta esiste anche una cronologia che tiene conto delle fasi evolutive dei palazzi, considerando le variazioni architettoniche e ceramiche all'interno di essi.
Questo sistema di datazione, proposto dall'archeologo Nicolas Platon, è basato, come si è detto, sullo sviluppo di complessi architettonici noti come "palazzi" a Cnosso, Festo, Malia e Kato Zakros, dividendo così il periodo minoico in Prepalaziale, Protopalaziale, Neopalaziale e Post palaziale.
Su questa base avremo:
- Età prepalaziale (AMIA - MMIA)
- Età protopalaziale (MMIB - MMIIB)
- Età neopalaziale (MMIIIA - TMIB)
- Età tardopalaziale o Palaziale finale (TMII - TMIIIBI)
- Età post palaziale (TMIIIB1 - TMIIIC)

La relazione tra questi sistemi è fornita dalla tabella a lato, con date di calendario approssimate descritte da Warren e Hankey, 1989.

#### Periodo prepalaziale
Le prime tracce concrete di vita umana sull'isola di Creta risalgono all'epoca Neolitica. La più antica attestazione di abitanti su Creta sono i resti di ceramica neolitica risalente approssimativamente a 7000 a.C. L'inizio dell'età del bronzo a Creta, intorno al 2600 a.C., coincide con la graduale trasformazione in importante centro di civiltà. Anche a Creta, come nel Vicino Oriente, possiamo suddividere il Neolitico in due diversi periodi; uno iniziale Neolitico Aceramico ed uno finale Neolitico Ceramico. Al momento i siti guida per il Neolitico di Creta sono: Cnosso e Festòs. In entrambi questi casi sono state ritrovate case con mura in pietra e battute pavimentali. Il problema fondamentale è che essendo entrambi siti palaziali non è stato possibile fare indagini approfondite, ma ci si è dovuti accontentare di fare indagini negli unici posti rimasti liberi da strutture più tarde. Durante il Neolitico avviene l'introduzione della viticoltura e dell'olivicoltura, evoluzione di grande importanza visto che l'eccedenza alimentare porterà poi all'introduzione di sistemi di stoccaggio che col tempo condurranno, verosimilmente, all'istituzione palaziale.
Il passaggio dall'ultimo periodo Neolitico al primo periodo dell'Età del Bronzo (AMIA) non sembra portare con sé cambiamenti radicali, ma piuttosto pare graduale e continuativo. Esistono diverse teorie in merito, alcuni studiosi ritengono che questo passaggio sia dovuto a una migrazione di popoli dall'Anatolia; altri invece ritengono che non vi siano elementi per pensare all'arrivo di nuovi popoli, ma che invece si sia trattato di un processo evolutivo naturale ed interno all'isola. Studi antropologici infatti sembrerebbero non trovare variazioni significative che potrebbero portare all'intuizione dell'arrivo di nuove popolazioni.

#### Periodo protopalaziale
Questo periodo è caratterizzato da un consistente incremento demografico, cui seguì una progressiva estensione delle aree abitate, e dalla comparsa della scrittura ideografica. Già in quest'epoca sono attestati contatti con l'Egitto, testimoniati dal rinvenimento di vasi litici colorati, sigilli ed amuleti, molto simili a quelli egiziani del primo periodo intermedio. Il periodo di massima fioritura della civiltà minoica inizia verso il 2000 a.C. con il Minoico medio. Caratteristiche peculiari della nuova fase protopalaziale sono la comparsa della scrittura sillabica (Lineare A), la costruzione dei primi palazzi a Cnosso ed a Festo e l'inizio della ceramica policroma.

#### Periodo neopalaziale
Verso la fine del medio minoico II, all'incirca nella prima metà del XVII secolo a.C., i grandi palazzi vennero distrutti, forse a causa di un maremoto causato dal terremoto sull'Isola di Santorini. Tuttavia, alla fine del 1700 a.C. ci fu comunque un evento di forte disturbo nell'isola di Creta, probabilmente un terremoto o un'invasione dall'Anatolia. I palazzi a Cnosso, Festo, Malia e Kato Zakros vennero distrutti. Ma con l'inizio del periodo neopalaziale, la popolazione incrementò di nuovo,  i palazzi vennero ricostruiti su scala più grande e ci furono nuovi insediamenti su tutta l'isola. Questo periodo (tra il XVII e il XVI secolo a.C., MM III / Neopalaziale) rappresenta il culmine della civiltà minoica. L'eruzione di Thera accadde probabilmente durante la fase matura del periodo del TM IA. La data di calendario dell'eruzione vulcanica è tuttavia estremamente controversa. La datazione con il radiocarbonio ha indicato una data del tardo secolo XVII a.C.; queste date del radiocarbonio, comunque, sono in conflitto con le stime fatte dagli archeologi i quali sincronizzano l'eruzione con la cronologia egiziana convenzionale ottenendo una data di circa 1525-1500 a.C. L'eruzione viene spesso identificata come un evento naturale catastrofico per la cultura, che portò al suo rapido collasso, forse perché è tra le possibili fonti di ispirazione per la narrazione di Atlantide fatta da Platone. La fase III del medio-tardo minoico, che va approssimativamente dal 1650 a.C. al 1530 a.C., vide la ricostruzione dei palazzi delle grandi città cretesi e l'inizio del massimo splendore dell'architettura e dell'arte minoica.
Nel corso del XVI secolo a.C., prima fase del tardo minoico, alcuni palazzi vennero nuovamente distrutti, forse con la sola eccezione di quello di Cnosso. Nella Grecia continentale, contemporaneamente si sviluppava la cultura elladica; il tardo elladico (TE) IIB iniziò durante il TMIB, mostrando una sostanziale indipendenza dalla cultura minoica. Vasellame del TMIB è stato trovato in Egitto in siti riferibili ai regni di Hatshepsut e Tuthmosis III. Alla fine del TMIB, la cultura palaziale minoica subì un evento catastrofico.  Tutti i palazzi furono distrutti, e solo Cnosso venne immediatamente ricostruito — benché altri palazzi, come quello di Chania, venne elevato nel TMIIIA. Con la catastrofe del TMIB/TMII la condizione pessima dell'isola indusse gli egiziani ad importare prodotti elladici (TEIIB). Poco tempo dopo la catastrofe del TMIB/TMII, intorno al 1420 a.C., o comunque all'incirca negli anni compresi tra il 1450 a.C. ed il 1400 a.C., tardo minoico II, dovette aver luogo un'invasione da parte di popoli greci, che fece entrare Creta nella sfera d'influenza della civiltà micenea. I siti palaziali vennero così occupati dai micenei, i quali adattarono la Lineare A minoica alla lingua micenea, una forma di greco, scritto in Lineare B. Il primo archivio comunque è ad ogni modo quello delle "tavolette della stanza del carro" del TMII. Gli archivi successivi cretesi risalgono al TMIIIA (contemporaneo al TEIIIA) e non più tardi. Nella terza fase del tardo minoico oltre all'introduzione del nuovo tipo di scrittura, la Lineare B, vi è un'involuzione dello stile ceramico. Solamente a Cnosso, il cui palazzo fu distrutto nel XIV secolo a.C., è attestata la continua occupazione almeno fino alla fine dell'XI secolo a.C.. Durante il TMIIIA: 1, Amenhotep III a Kom el-Hatan prese nota di k-f-t-w (Kaftor) come una delle "Terre segrete del Asia settentrionale". Menzionate anche come città cretesi quali Ἀμνισός (Amnisos), Φαιστός (Phaistos), Κυδωνία (Kydonia) e Kνωσσός (Knossos) e alcuni toponimi ricostruiti come appartenenti alle Cicladi o alla Grecia continentale. Se i valori di questi nomi egiziani sono esatti, allora questo faraone non privilegiava la Knossos del TMIII sopra gli altri paesi della regione. Dopo circa un secolo di parziale recupero, la maggior parte delle città cretesi e palazzi andarono in declino nel XIII secolo a.C. (TEIIIB/TMIIIB) nell'ambito della generale crisi delle civiltà del Meditarraneo orientale in quell'epoca. Knossos rimase un centro amministrativo fino al 1200 a.C.; l'ultimo  dei siti minoici fu quello montano difensivo di Karfi (sui monti Dikti), un rifugio che mostra vestigia della civiltà minoica quasi lambendo l'età del ferro. Ancora successivo, ma ormai essenzialmente ellenizzato culturalmente, sembra quello di Praisos nell'est dell'isola (Sitia), e abitato da eteocretesi fino all'età ellenistica, venendo distrutto attorno al 140 a.C., è singolare come l'abitato di epoca classica, pur abitato da eteocretesi, sia sorto sulle rovine di un insediamento miceneo.

## Geografia

Mappa archeologica della Creta minoica

Creta è un'isola montuosa con porti naturali. Ci sono segni di danni dovuti al terremoto in molti siti minoici e chiari segni sia di sollevamento di terra che sommersione di siti costieri causati da processi tettonici lungo tutto le coste.
Secondo Omero Creta aveva novanta città. L'isola fu probabilmente divisa in almeno otto unità politiche durante il culmine del periodo minoico e in differenti stadi nell'età del bronzo. Il nord si pensava fosse stato governato da Cnosso, il sud da Festo, la parte centro-orientale da Malia, mentre la punta orientale da Kato Zakros e l'ovest da Canea. Palazzi più piccoli sono stati trovati in altri luoghi.

### Principali insediamenti
Palazzi
- Cnosso - il più noto sito archeologico dell'età del bronzo a Creta; fu acquistato per gli scavi da Evans il 16 marzo del 1900
- Festo - la seconda costruzione palaziale più grande sull'isola, scavata dalla scuola italiana quasi subito dopo Cnosso
- Malia - conseguito da scavi francesi, un centro palaziale molto interessante che permette di capire lo sviluppo dei palazzi nel periodo protopalaziale
- Kato Zakros - un sito palaziale scavato da archeologi greci all'estremità orientale dell'isola, noto anche come "Zakro" nella letteratura archeologica
- Galatas - un sito palaziale confermato negli anni novanta del XX secolo

Altri tipi di siti
- Aghia Triada - un centro amministrativo vicino a Festo
- Gournia - un sito di città scavato nel primo quarto del XX secolo dalla Scuola Americana
- Pyrgos - un antico sito minoico a sud dell'isola
- Vasilikī - un antico sito minoico verso la parte orientale dell'isola che dà il nome a un vasellame ceramico particolare
- Fournu Korfi - un sito situato nel sud dell'isola
- Pseira - Città isolana con siti rituali
- Monte Iuktas - il più grande dei santuari minoici montani in virtù della sua associazione con il palazzo di Cnosso[14]
- Arkalochori - il sito dove fu trovato la famosa Ascia di Arkalochori
- Karfi - un sito di rifugio del periodo tardo minoico, uno degli ultimi siti minoici
- Akrotiri - insediamento sull'isola di Santorini (Thera), vicino al sito dell'Eruzione di Thera
- Zominthos - una città montana ai piedi del Monte Ida
- Kommos - un antico porto, che include un'unica dimora di "lusso", sei abitazioni di dimensioni ragguardevoli e un labirinto di stanze di pietra

### Minoici oltre Creta
I Minoici erano commercianti e i loro contatti culturali raggiunsero l'Egitto, Cipro, Canaan, la costa levantina e l'Anatolia. Affreschi in stile minoico sono stati ritrovati nelle residenze d'élite di Avaris e Tel Kabri. Le tecniche e gli stili ceramici minoici ebbero vari gradi di influenza sulla Grecia ellenistica.  Oltre a Santorini, si trovano insediamenti minoici a Kastri, Citera, un'isola vicina alla terraferma greca influenzata dai minoici dalla metà del III millennio a.C. fino alla sua occupazione micenea nel XIII secolo.L'uso del termine "colonia", tuttavia, come quello di "talassocrazia", è stato soggetto a una crescente critica in anni recenti. Gli strati minoici vennero a rimpiazzare una cultura derivata dal continente nella prima età del bronzo, il più antico insediamento minoico fuori Creta. Le Cicladi si trovavano nell'orbita culturale minoica, e, più vicino a Creta, le isole di Scarpato, Saria e Caso, avevano anche colonie minoiche, o insediamenti di commercianti minoici, dell'età del medio bronzo (MMI-II); La maggior parte di esse venne abbandonata nel TMI, ma le Karpathos si ristabilirono continuando la loro cultura minoica fino alla fine dell'età del bronzo. Altre supposte colonie minoiche, come quella ipotizzata da Adolf Furtwängler per Aegina, è stata rigettata da successivi studi archeologici. Ci fu una colonia minoica a Triandra nell'isola di Rodi.
Alcune località dell'isola enfatizzano Creta come una società 'che guarda verso l'esterno' . Il sito neopalaziale di Kato Zakro, per esempio, è localizzato a 100 metri dalla linea costiera, situato dentro una baia. Il suo grande numero di officine e la ricchezza dei suoi materiali trovati nel sito indicano un potenziale 'magazzino' per l'importazione e l'esportazione. Tali attività sono elaborate in rappresentazioni artistiche del mare, incluso l'affresco della 'Flottiglia' della stanza 5, nella casa occidentale ad Akrotiri.
L'influenza della cultura minoica indica un'orbita che non si estende solo attraverso le Cicladi (la cosiddetta Minoicizzazione), ma anche in località dell'Egitto e a Cipro. Opere in muratura del tardo minoico I (TMI) sono state osservate ad Amman. Inoltre, nelle pitture delle tombe del XV secolo a Tebe un numero di individui sono stati distinti all'apparenza come minoici, in relazione ai doni. Iscrizioni documentano questo popolo come proveniente da Keftiu, o dalle "isole nel mezzo del mare", e possono riferirsi ai mercanti che portano doni o a funzionari di Creta.

## Società e cultura

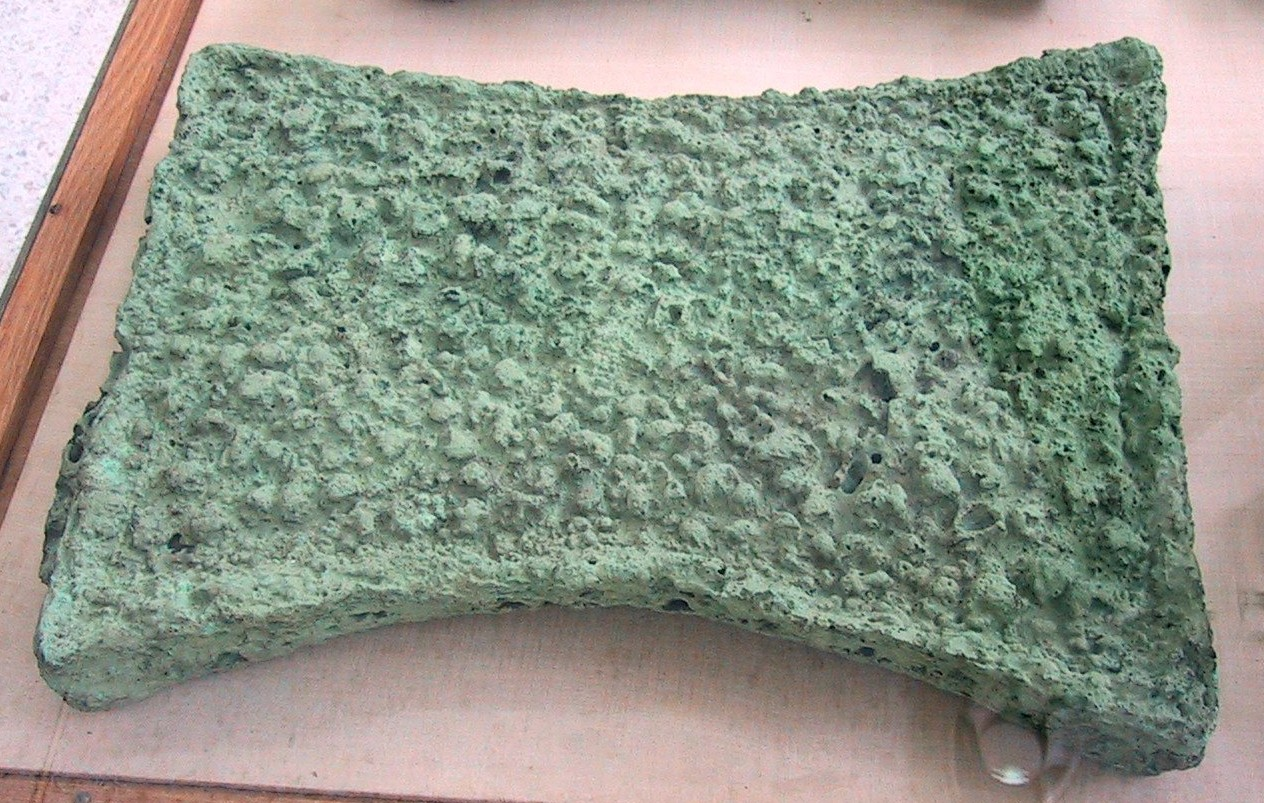
Lingotto di rame minoico

I minoici furono principalmente un popolo di guerrieri impegnato nella guerra marittima. La loro cultura, dal 1700 a.C. in poi, mostra un alto grado di organizzazione.
Molti storici ed archeologi credono che i minoici fossero coinvolti nell'importante commercio dello stagno, nell'età del bronzo, dato che, lo stagno legato al rame apparentemente proveniente da Cipro, veniva usato per fabbricare il bronzo. Il declino della civiltà minoica e la conseguente cessazione dell'utilizzo di strumenti in bronzo a favore di quelli in ferro sembra essere correlato.
Il commercio minoico dello zafferano, lo stigma di un croco originario del bacino dell'Egeo per mutazione cromosomica naturale, ha lasciato pochi resti materiali: è ben conosciuto un affresco dei raccoglitori di zafferano a Santorini. Questi commerci ereditati sono precedenti alla civiltà minoica: il suo prezzo può essere ottenuto confrontandone il valore con l'incenso, o successivamente, con il pepe. Gli archeologi tendono ad enfatizzare i più durevoli elementi commerciali: ceramica, rame e stagno, e reperti fastosi d'oro e d'argento.
Altri elementi non durevoli del commercio minoico possono essere rappresentati da tessuti, pesce, carne secca o salata, frutta secca, cereali, vino, birra, olio, legname, schiavi, coloranti (murice, indaco) miele pregiato ed altri prodotti del mediterraneo centro-settentrionale verso quello meridionale, oltre che l'intermediazione tra i porti anatolici e siriaci con quelli egizi e viceversa, inoltre nella mummificazione, soprattutto fino al medio regno, gli egizi impiegavano sovente un lichene (Evernia furfuracea) tuttora ampiamente impiegato in profumeria e cosmesi e diffuso a Creta e nella Grecia, mentre nelle "Ammonizioni di un savio egiziano", databili al primo periodo intermedio, si lamenta la mancanza dell'olio per le imbalsamazioni che sarebbe giunto proprio da "Keftiu". Va anche ricordato come lo zafferano e il murice abbiano sovente avuto prezzi uguali o superiori a quelli dell'oro (tanto che lo zafferano fu impiegato come valuta), discorso che può estendersi anche a diversi fissanti per profumi.
Gli oggetti di manifattura minoica suggeriscono ci fosse una rete commerciale con la Grecia continentale (particolarmente Micene), Cipro, Siria, Anatolia, Egitto, Mesopotamia, e verso occidente fino alle coste della Spagna. 

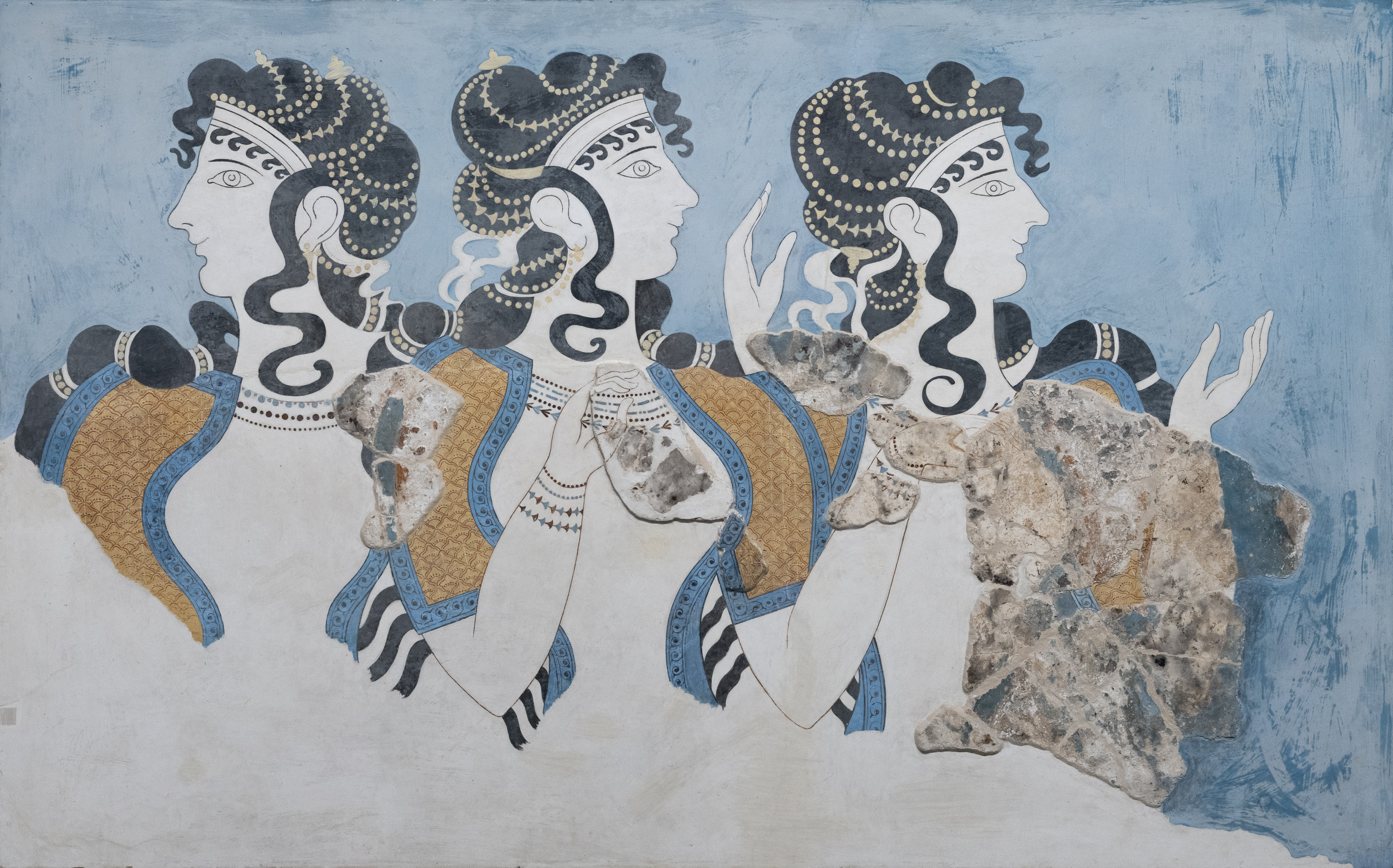
Affresco mostrante tre donne che furono probabilmente regine

Gli uomini minoici indossavano perizomi e kilt, mentre le donne abiti aventi maniche corte e gonne ornate con increspature e pieghettature. Queste erano aperte all'ombelico permettendo così al seno di rimanere esposto, forse durante le occasioni cerimoniali. Le donne avevano anche l'opzione di indossare un corsetto aderente senza spalline, il primo indumento aderente noto nella storia. I modelli sul vestiario enfatizzano disegni geometrici simmetrici. Deve essere ricordato, comunque, che altri tipi di vestiti possono essere stati indossati, dei quali non si hanno per ora testimonianze.
La religione minoica era incentrata su divinità femminili, con officianti femminili.. Le statue delle sacerdotesse nella cultura minoica e gli affreschi mostranti uomini e donne partecipanti agli stessi esercizi ginnici come la taurokathapsia, condussero alcuni archeologi a credere che l'uomo e la donna tenessero uno status sociale uguale. L'eredità si è supposto fosse stata matrilineare. Gli affreschi includono molte figure umane, con il genere distinto per mezzo del colore: la pelle degli uomini rossiccia scura, mentre le donne bianca.
La concentrazione della ricchezza giocava un grande ruolo nella struttura della società. Costruzioni con molte stanze vennero scoperte anche nelle aree ‘povere’ della città, rivelando così un'uguaglianza sociale e anche una distribuzione della ricchezza.

### Lingua e scrittura

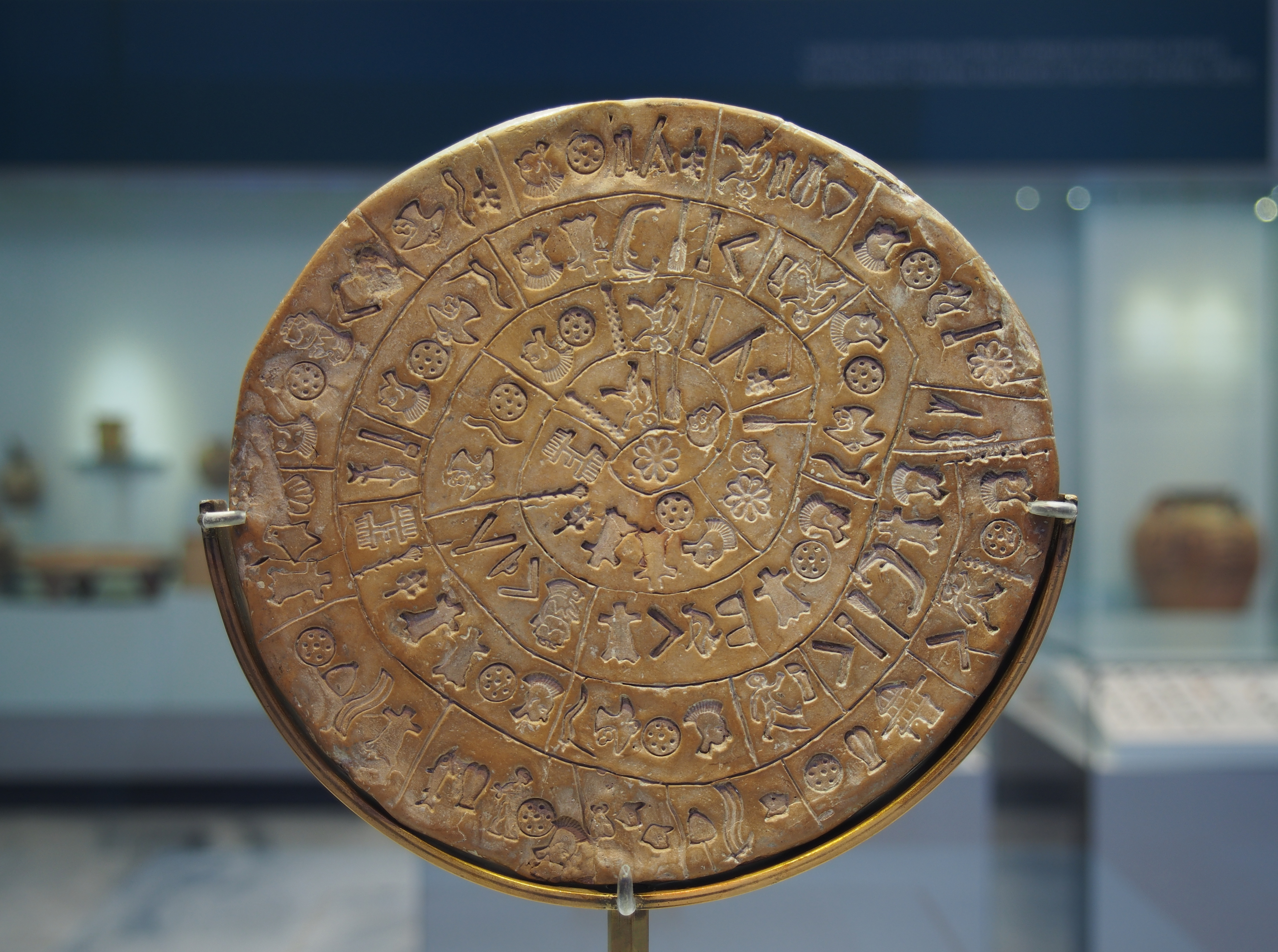
Segni indecifrati sul Disco di Festo

La conoscenza riguardo alla lingua minoica parlata e scritta è ridotta a causa della scarsità di documenti rinvenuti. La lingua minoica viene talvolta riferita come eteocretese, dando adito a una certa confusione con la lingua scritta successiva al medioevo ellenico. Mentre la lingua eteocretese viene sospettata di discendere dalla minoica , non ci sono abbastanza fonti in entrambe le lingue da permettere di trarre conclusioni. Inoltre non si sa se la lingua scritta in geroglifici cretesi sia effettivamente minoica. Come per la lineare A, essa resta indecifrata e i suoi valori fonetici sono del tutto sconosciuti.
Approssimativamente circa 3.000 tavolette scritte sono state scoperte lontano da contesti minoici. La schiacciante maggioranza sono scritte in lineare B, apparentemente rappresentando inventari di beni o risorse. Altre sono iscrizioni su oggetti religiosi associati al culto . Poiché la maggior parte di queste iscrizioni sono concisi documenti economici piuttosto che iscrizioni dedicatorie, la traduzione del minoico rimane ancora una sfida. I geroglifici vennero in uso dal MMI e furono usati parallelamente con l'emergere della lineare A dal XVIII secolo a.C. (MM II) sparendo a un certo punto durante il XVII secolo a.C. (MM III).
Nel periodo miceneo la lineare A venne rimpiazzata dalla lineare B, una versione molto arcaica della lingua greca. Quest'ultima venne decifrata con successo da Michael Ventris nel 1953, ma le iscrizioni più arcaiche restano un mistero. Salvo che la lingua eteocretese fosse davvero la sua discendente, è forse durante il medioevo ellenico, un periodo di collasso economico e sociopolitico, che la lingua minoica si estinse.
Già Omero nell'Odissea (III, 291; XIX, 176) racconta di 3 gruppi etnici (linguistici?) distinti a Creta, oltre agli Achei, i Kydoni o Cidoni, i Pelasgi e gli Eteocretesi. Indice di una possibile mancanza di uniformità etnico-linguistica che permane anche in età classica (Dori, Achei, Eteocretesi).

### Arte

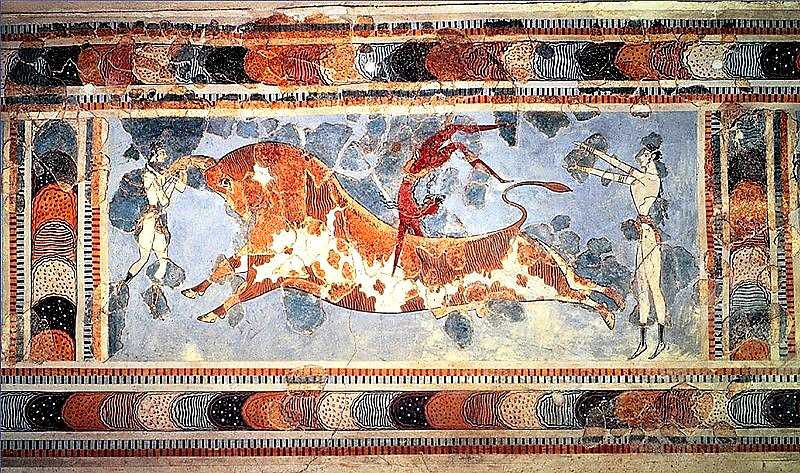
Affresco del Palazzo di Cnosso, illustrante acrobazie con un toro: sport o rituale di "taurocatapsia" (la figura in groppa al toro dalla pelle scura è un uomo, mentre le altre due con la pelle chiara sono donne)

La collezione di arte minoica si trova al museo di Heraklion, vicino Cnosso sulla riva nord di Creta. Poiché legno e tessuti sono scomparsi per decomposizione, o in due grandi distruzioni di palazzi ed opere avvenute tra il 1500 a.C. e il 1400 a.C., gli esempi più importanti  sopravvissuti dell'arte minoica sono dunque la ceramica, l'architettura palaziale con i suoi affreschi i quali includono paesaggi, pietre incise, e pietre per sigilli intagliate in modo complesso. Perciò uno degli aspetti fondamentali della civiltà minoica è costituito dall'attività artistica, che nella oreficeria, nella glittica e soprattutto nella ceramica e nell'architettura raggiunse alti livelli di maestria. Specialmente la sequenza di stili di ceramiche, ha permesso agli archeologi di definire le tre fasi della cultura minoica (EM, MM, LM) sopra esposte.
Anche nell'architettura e negli affreschi dei palazzi l'arte minoica espresse notevoli capolavori. Sorti nel medio minoico come residenza del monarca i grandi palazzi di Cnosso, Festo, Malia e Kato Zakros si sviluppavano intorno al grande cortile rettangolare. Intorno ad essi sorgevano i nuclei abitativi, i magazzini ed ambienti di servizio. Nella fase neopalaziale si assiste a una crescita verticale del palazzo, con l'aggiunta di scalinate e propilei. Di questa fase ci sono pervenuti i magnifici affreschi policromi che adornavano le pareti del palazzo con motivi vegetali e figure umane o animali.

#### Gioielleria
Durante questo periodo fu prodotta una straordinaria varietà di gioielli sia maschili sia femminili. Comprendevano forcine ed altri ornamenti per i capelli, orecchini, spesso grandi ed elaborati, bracciali per i polsi e le caviglie, collari e collane di perline. Varie erano le pietre impiegate e tra esse comparivano il cristallo di rocca, l'ametista e la corniola.
Considerando i vari tesori ritrovati, sembrerebbe che in Creta l'oro fosse più comune dell'argento, specialmente nel periodo dell'età del bronzo. La gioielleria in oro e argento era lavorata a granulazione, a sbalzo, in grani e in lamina, quest'ultima impiegata specialmente per i diademi usati per fermare i capelli.

#### Ceramica
La ceramica cretese passò attraverso tre fasi distinte: lo stile geometrico dell'antico minoico fu sostituito da quello policromo detto di Kamares, mentre la terza fase del medio e le prime due del tardo minoico furono caratterizzate da uno stile naturalistico molto ricco di motivi marini e vegetali.
Nel tardo minoico III si assiste ad un'involuzione dell'arte ceramica, testimoniata dal cosiddetto stile di palazzo.
Nell'antico periodo minoico la ceramica fu caratterizzata da motivi lineari a spirali, triangoli, linee curve, croci, motivi a spina di pesce, e simili. Nel periodo naturalistico del medio minoico venivano di solito disegnati pesci, calamari, uccelli, e gigli. Nel tardo minoico, fiori e animali erano ancora le forme più caratteristiche, ma la variabilità cresceva. Lo 'stile di palazzo' della regione intorno a Cnosso è caratterizzata da una forte semplificazione geometrica delle forme naturalistiche e pitture monocromatiche. Molte e degne di nota sono le somiglianze tra il tardo minoico e l'arte micenea. Gli affreschi furono la principale forma d'arte durante questo periodo della cultura minoica, fondamentalmente i soli documenti che noi abbiamo di questa civiltà.

#### Pittura

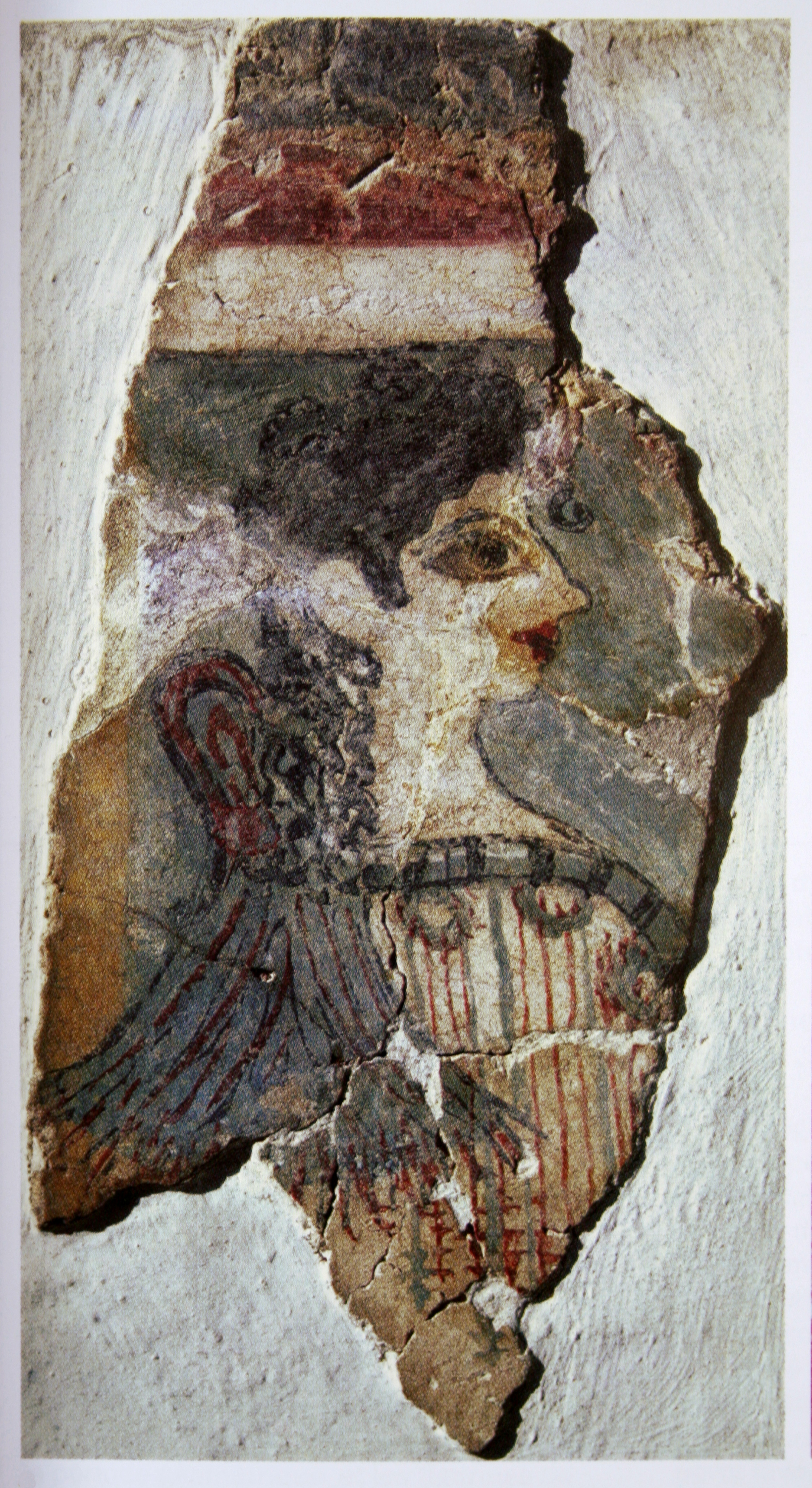
La cosiddetta Parigina dal Museo Archeologico di Heraklion, circa 1400 a.C.

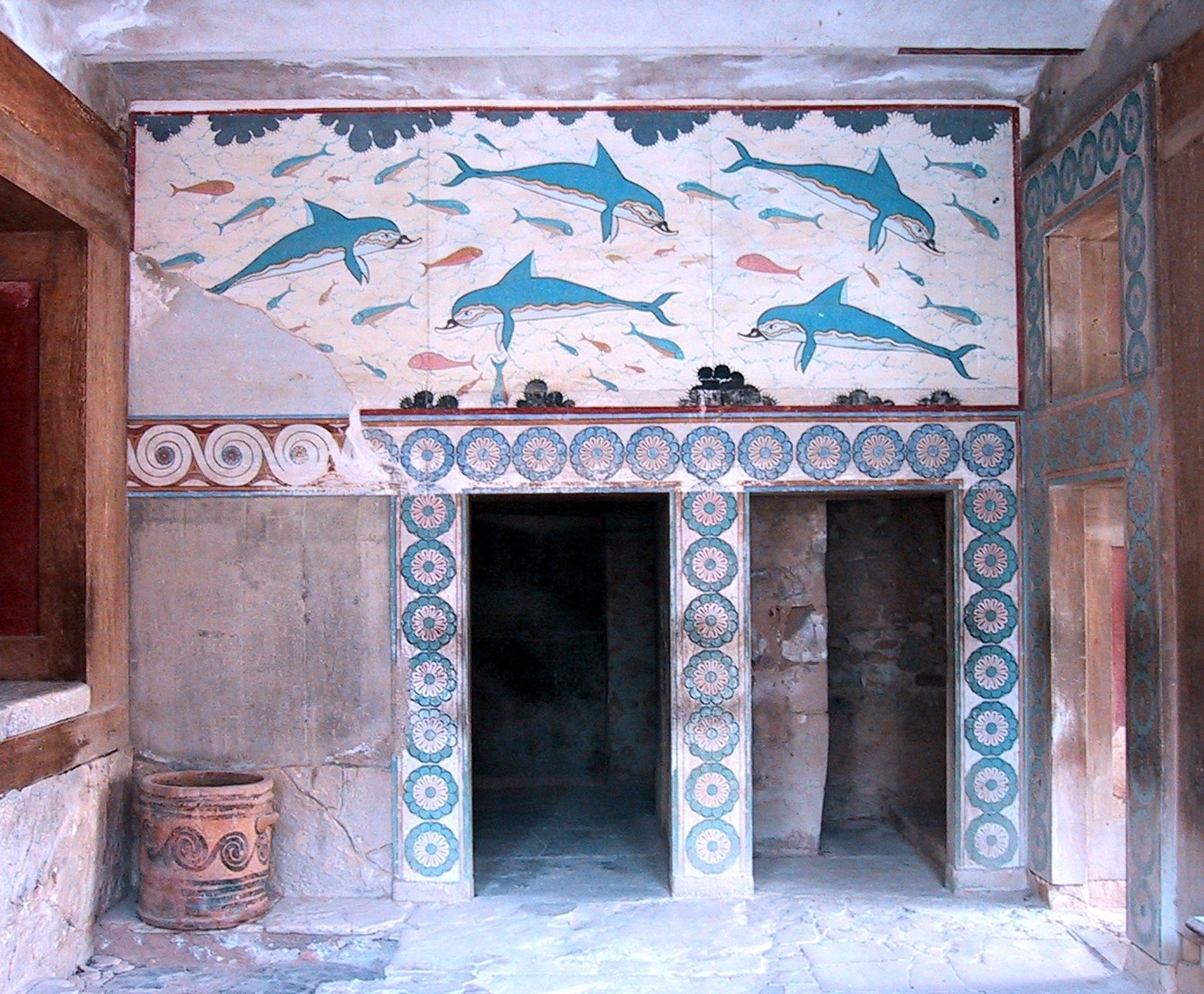
Affresco parietale a Cnosso, con delfini dipinti a motivo ornamentale

Mentre i pittori egiziani del tempo dipingevano le loro pitture murali con la tecnica dell'"affresco a secco", i minoici utilizzavano un metodo di pittura "vero" o "umido", permettendo ai pigmenti di metalli ed ossidi minerali di legarsi bene al muro, mentre, allo stesso tempo, si richiedeva un'esecuzione veloce. La natura di questa tecnica incoraggiò l'improvvisazione, la spontaneità, e l'elemento accidentale. Poiché essi dovevano lavorare dentro un tempo ristretto, mentre l'intonaco era in fase di asciugamento, i pittori dovevano essere molto abili, e i loro colpi fluidi di pennello si traducevano in leggiadri lineamenti caratteristici della pittura minoica. Perciò, questo metodo di dipingere fu più appropriato per momenti fluidi di vita e scene di natura che i minoici prediligevano, contrastanti in maniera netta con la severa stilizzazione e stereotipia tipica degli affreschi di altre culture del Mediterraneo del tempo.
Le figure degli affreschi minoici sono dipinte in pose naturali con movimenti liberi che riflettono i rigori dell'attività in cui si cimentavano, attitudine caratteristica di una cultura marinara abituata alla libertà di movimento, alla limpidezza e al vigore.
Nel periodo medio III neopalaziale (1700-1600 a.C.) i minoici impararono a dipingere con forme provenienti dagli ioni, i quali presero dai minoici le rappresentazioni con il galoppare dei cavalli, motivi individuali (pesci), e modalità di rappresentazione (rappresentazione di livelli territoriali).
A Creta adesso inizia a fiorire, in modo magnifico, un'arte formale più naturalistica negli affreschi (scene di giardini, come il "raccoglitore di crochi" e rappresentazione di fauna marina). Nella ceramica (dipinta di bianco su sfondo scuro) appaiono forme (pesci) contigui ad elementi ornamentali (spirali continue).
Successivamente (1550-1450 a.C.) negli ultimi prosperi palazzi, l'informazione della vita sociale e cortigiana viene resa negli affreschi con l'imponente interpretazione di forme (scene di giardini, celebrazioni, scene di danza, tori saltanti, sulle tazze di Vapheio - Laconia -, scene sacrificali in templi localizzati su colline, eventi sportivi, anche una scena militare). Eccellenti esempi di questo periodo sono la Signora Minoica nota come "La Parigina" e il "Principe dei gigli" del palazzo di Cnosso.
Poco dopo il 1400 a.C. risale il famoso sarcofago di Aghia Triada, il quale combina scene religiose minoiche e micenee.

#### Scultura e figure

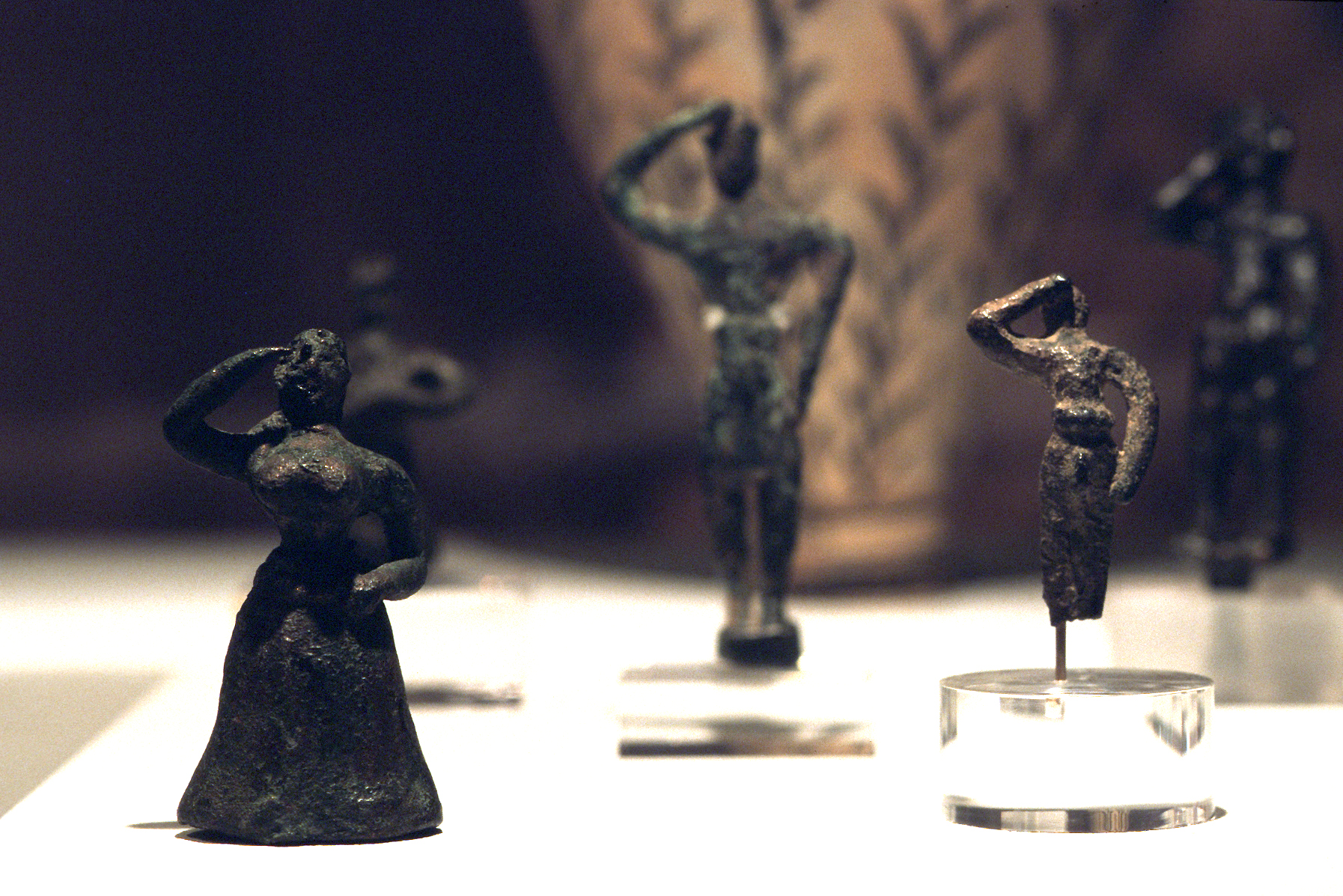
Sculture minoiche

Pochissime sculture della Creta minoica sono sopravvissute, poiché la maggior parte di esse non erano monumentali, ma costituite invece di piccoli manufatti dedicati a dei o re. Uno dei migliori esempi è la Dea dei Serpenti la quale mostra molte stilizzazioni convenzionali con la divisione geometrica del corpo e del vestito, mentre la sua posizione frontale ci ricorda sculture di origine mesopotamica ed egiziana. Le braccia distese, che tengono serpenti, aggiungono animazione alla sua posizione statica. La statuetta sembra essere una dea o alta sacerdotessa, e il vestito copre il corpo fino al suolo, mentre il fatto di lasciare il petto scoperto era tipico dell'abbigliamento femminile minoico e viene ripetuto negli affreschi. Alcuni di questi modelli furono conservati riformandoli e ridipingendoli, subendo così diverse modifiche.
Una varietà di figure in ceramica, ossa, argilla e pietra sono state recuperate dai siti minoici, molte delle quali sono state scavate da tombe comuni e santuari montani. Sono stati documentati dipinti schematici di individui umani e vari animali in diverse attitudini, sebbene a causa della natura friabile dell'argilla cotta al forno, molti sopravvivono in frammenti piuttosto che in forme integrali. Alcune di queste figure sono state trattate con strati di pittura, in bianco e in nero, oppure ombreggiate in rosso. È stato dimostrato che i profili visibili delle figure in argilla, con le loro braccia sollevate o incrociate, potrebbero avere rappresentato una tecnica usata da alcuni individui per giungere a uno stato alterato di coscienza (ASC) in concomitanza con gli stimoli sonori e luminosi.
Altre espressioni gestuali comuni si osservano nelle figure, incluso il 'saluto minoico' (vale a dire, un pugno si solleva alla fronte mentre l'altro resta al fianco) e le 'mani sull'anca'. Quest'ultima attitudine viene spesso rappresentata in una figura femminile alla quale vengono date numerose interpretazioni: l'epifania (apparizione) di una divinità, un funzionario religioso, e un adoratore. Comunque, per quanto riguarda il significato (se ce n'è soltanto uno), è chiaro che gestualità e posture siano aspetti importanti nella cultura palaziale e nel rituale minoico.

### Tecnologia
Attraverso l'interazione con altre civiltà del medio-oriente, i Minoici erano consapevoli di utilizzare l'arte della metallurgia. La loro abilità si manifestava nella creazione di gioielli che andavano ad adornare le collezioni dei nobili del palazzo, e esportati anche intorno al Mediterraneo.
I musei archeologici di Creta presentano un numero di manufatti d'oro, insieme a un assortimento di strumenti in rame che risalgono al 2300 a.C. Il rame era molto ricercato come materia prima in questo tempo, e poiché esso non si trova naturalmente a Creta, è molto probabile che i minoici lo importassero da Cipro.
L'abilità dei fabbri minoici era rinomata nel mondo antico, e molti artigiani lavoravano all'estero nella Grecia continentale e nelle isole egee. I micenei impararono l'arte di intarsiare il bronzo con l'oro dai Minoici.

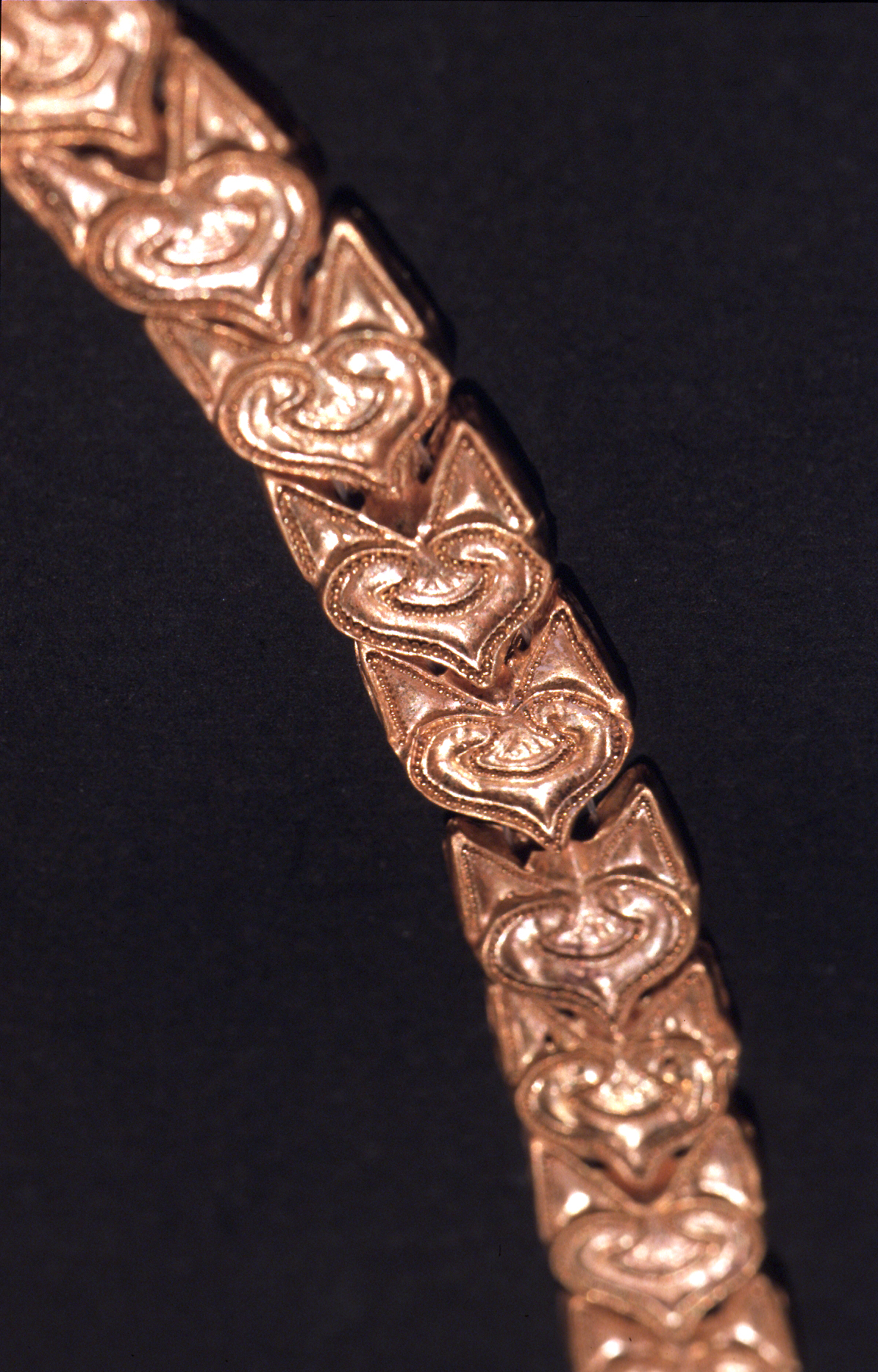
Collana minoica d'oro
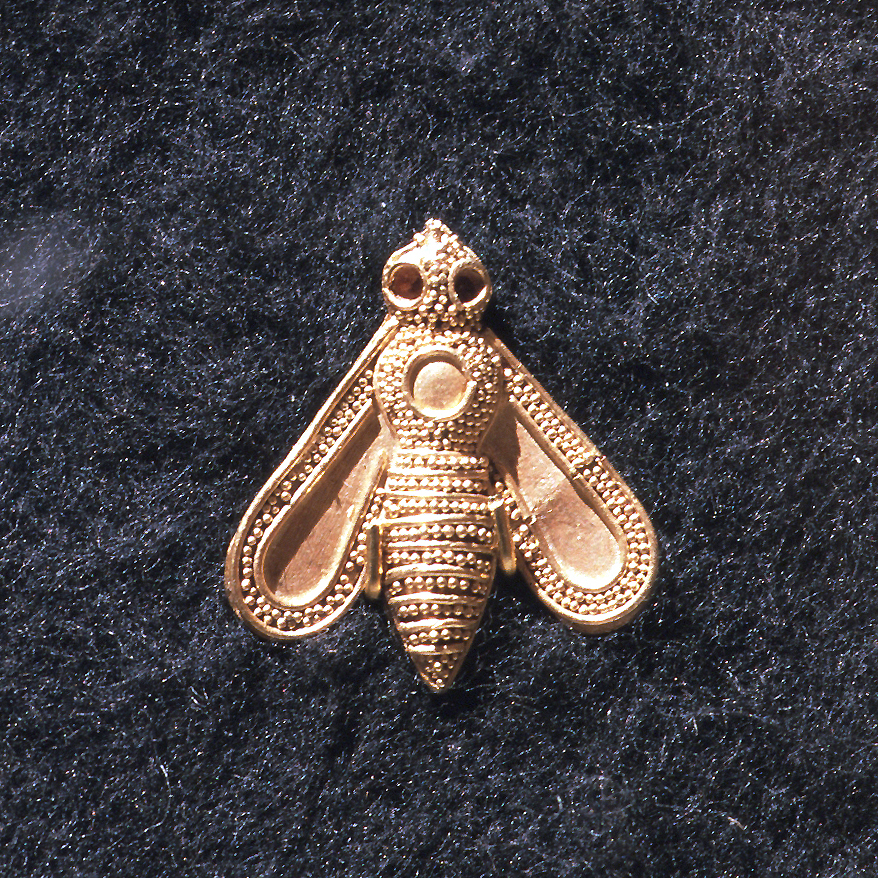
Ape d'oro con piccole sferule intarsiate in oro
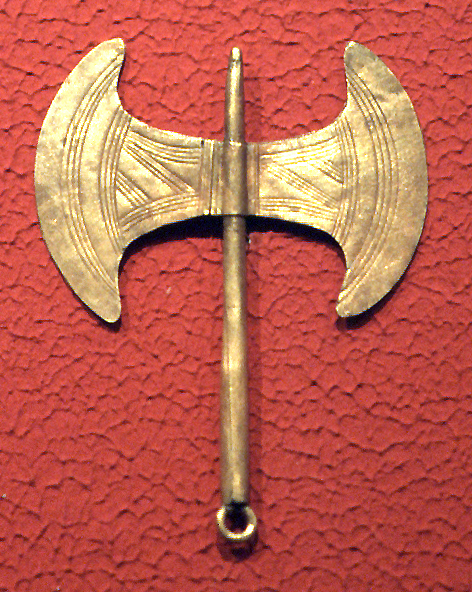
Labrys minoica simbolica in oro
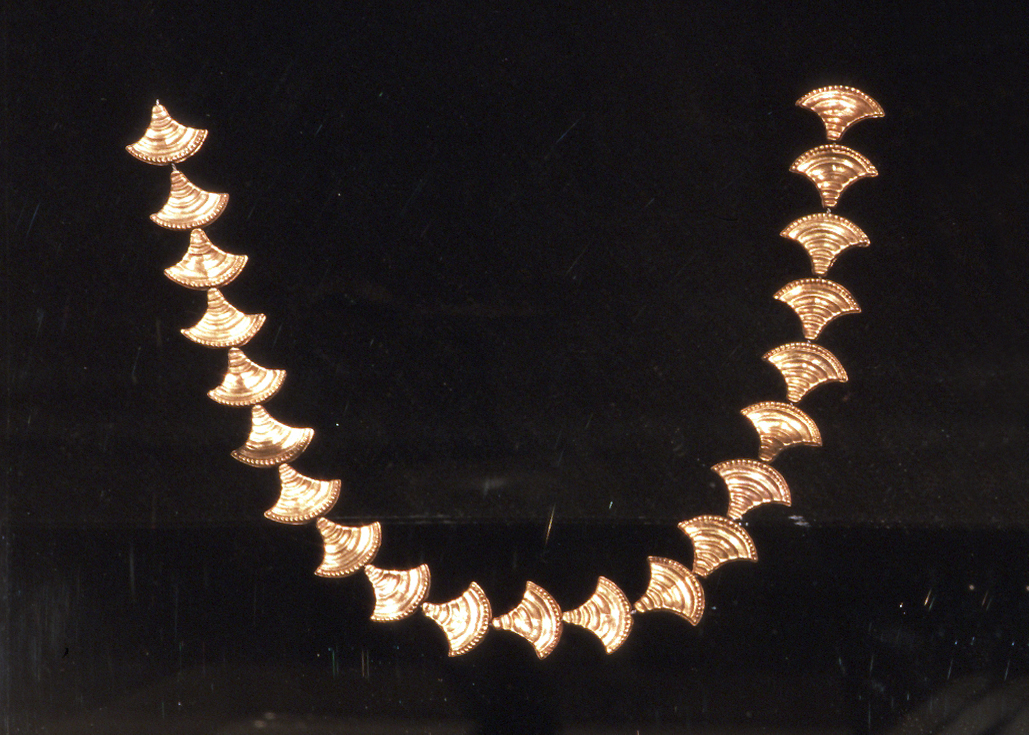
Collana minoica

### Architettura
Le città minoiche erano connesse con strade pavimentate in pietra, formate da blocchi tagliati con seghe di bronzo. Le strade erano drenate e l'acqua e gli impianti fognari erano disponibili per la classe superiore, per mezzo di condutture in argilla.
Le costruzioni minoiche avevano spesso tetti con tegole piatte, intonaco, legno, o pavimenti con lastre di pietra, ed erano costituite di due o tre piani. Solitamente i muri inferiori erano costruiti in pietra e pietrisco, e quelli superiori in mattoni di fango. Il soffitto in legno sosteneva il tetto.
I materiali usati nel costruire ville e palazzi variavano, e potevano comprendere arenaria, gesso o calcare. Allo stesso modo, le tecniche di costruzione potevano anche variare tra differenti costruzioni; alcuni palazzi impiegano muratura di conci mentre altri utilizzano blocchi megalitici sbozzati grossolanamente.

#### Palazzi

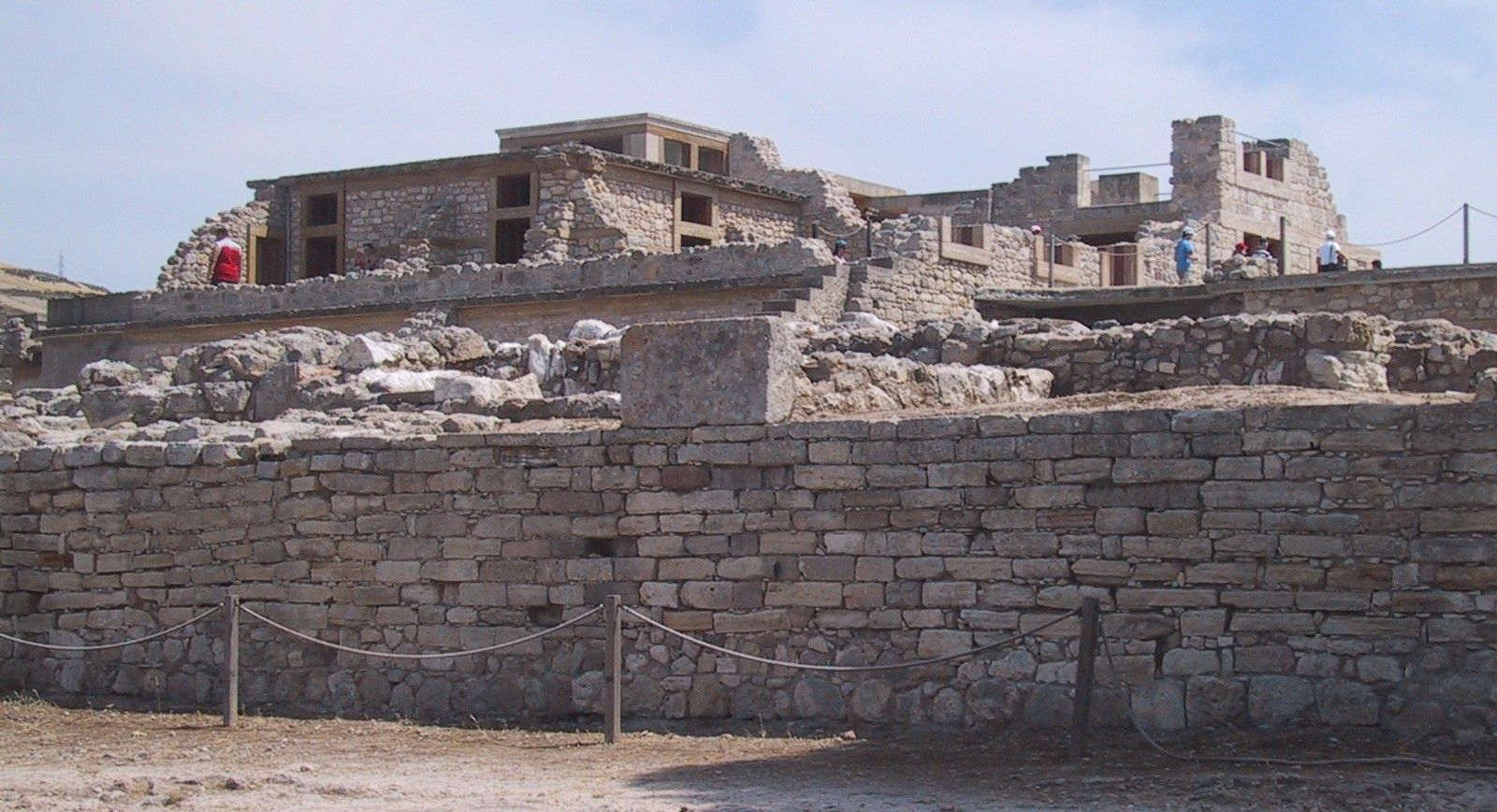
Rovine del palazzo di Cnosso

I primi palazzi furono costruiti alla fine del periodo dell'antico minoico nel terzo millennio a.C. (Malia). Mentre precedentemente si credeva che la fondazione dei primi palazzi fosse sincrona e datata al medio minoico, intorno al 2000 a.C. (la data del primo palazzo a Cnosso), gli studiosi ora pensano che i palazzi fossero stati costruiti durante un periodo di tempo più lungo in differenti località, come risposta allo sviluppo locale. I principali palazzi più antichi sono Cnosso, Malia e Festo. Alcuni degli elementi documentati nei 'palazzi' del medio minoico (Cnosso, Festo e Mallia, per esempio) hanno precedenti negli stili più arcaici delle costruzioni dell'antico minoico. Questi comprendono le variazioni dei cortili occidentali, e lo speciale trattamento dato alla facciata occidentale. Un esempio di ciò si può vedere nella cosiddetta "Casa sulla collina" a Vasilikī, risalente al periodo dell'antico minoico II.
I palazzi soddisfano una pletora di funzioni: come centri di governo, uffici amministrativi, santuari, officine e spazi per l'immagazzinamento (per es., cereali). Queste distinzioni sarebbero sembrate artificiose ai minoici.
L'uso del termine 'palazzo' (che significa residenza dinastica e centro di potere) per quanto concerne i palazzi più antichi, recentemente è stato sottoposto a critiche (vedi palazzo), proponendo di contro la definizione di 'edificio di corte'. Tuttavia, il termine originale è probabilmente troppo bene arroccato per essere sostituito. Le caratteristiche architettoniche come muratura di conci, ortostati, colonne, cortili aperti, scalinate (che implicano piani superiori), e la presenza di diversi bacini sono stati usati per definire l'architettura palaziale.
Spesso secondo le convenzioni meglio conosciute, i palazzi più recenti sono stati utilizzati per ricostruire i vecchi, ma questa pratica può oscurare differenze funzionali fondamentali. La maggior parte dei palazzi più antichi aveva soltanto un piano e nessuna facciata caratteristica. Essi erano a forma di U, con un grande cortile centrale, e generalmente erano più piccoli dei palazzi successivi. I palazzi del tardo periodo sono caratterizzati da edifici a più piani. Le facciate occidentali avevano muri costituiti da conci di arenaria, come a Cnosso (l'esempio meglio conosciuto). Ulteriori convenzioni potrebbero includere magazzini, un orientamento nord-sud, una stanza con pilastri, un sistema di Hall Minoica, una corte occidentale, e vie d'entrata con piedritti e porte. L'architettura palaziale nel primo periodo palaziale viene identificata dal suo stile così definito 'quadrato dentro un quadrato', mentre successivamente, le costruzioni del secondo periodo palaziale incorporarono più divisioni interne e corridoi.

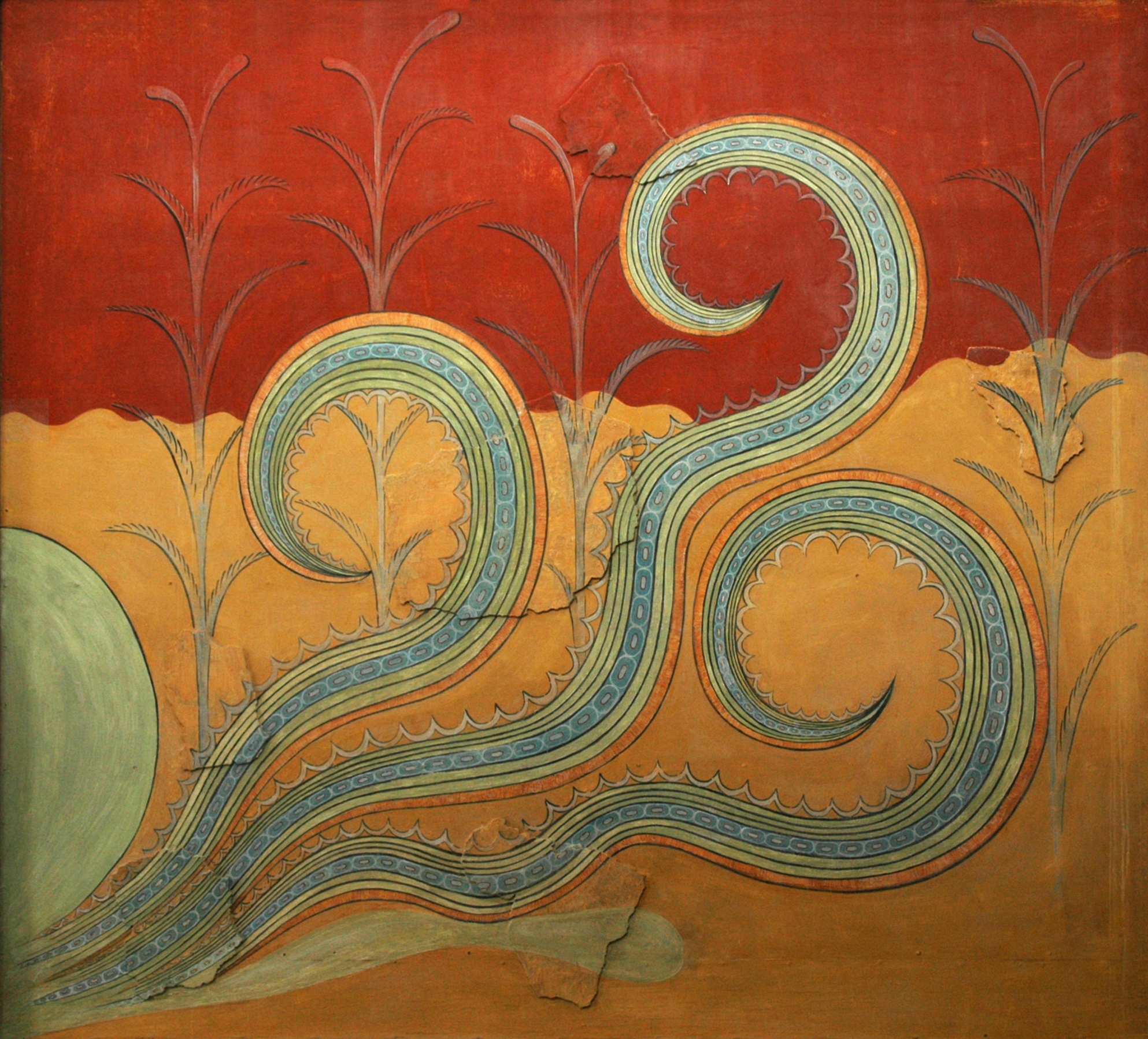
Affresco, "Palazzo di Minosse", Cnosso, Creta

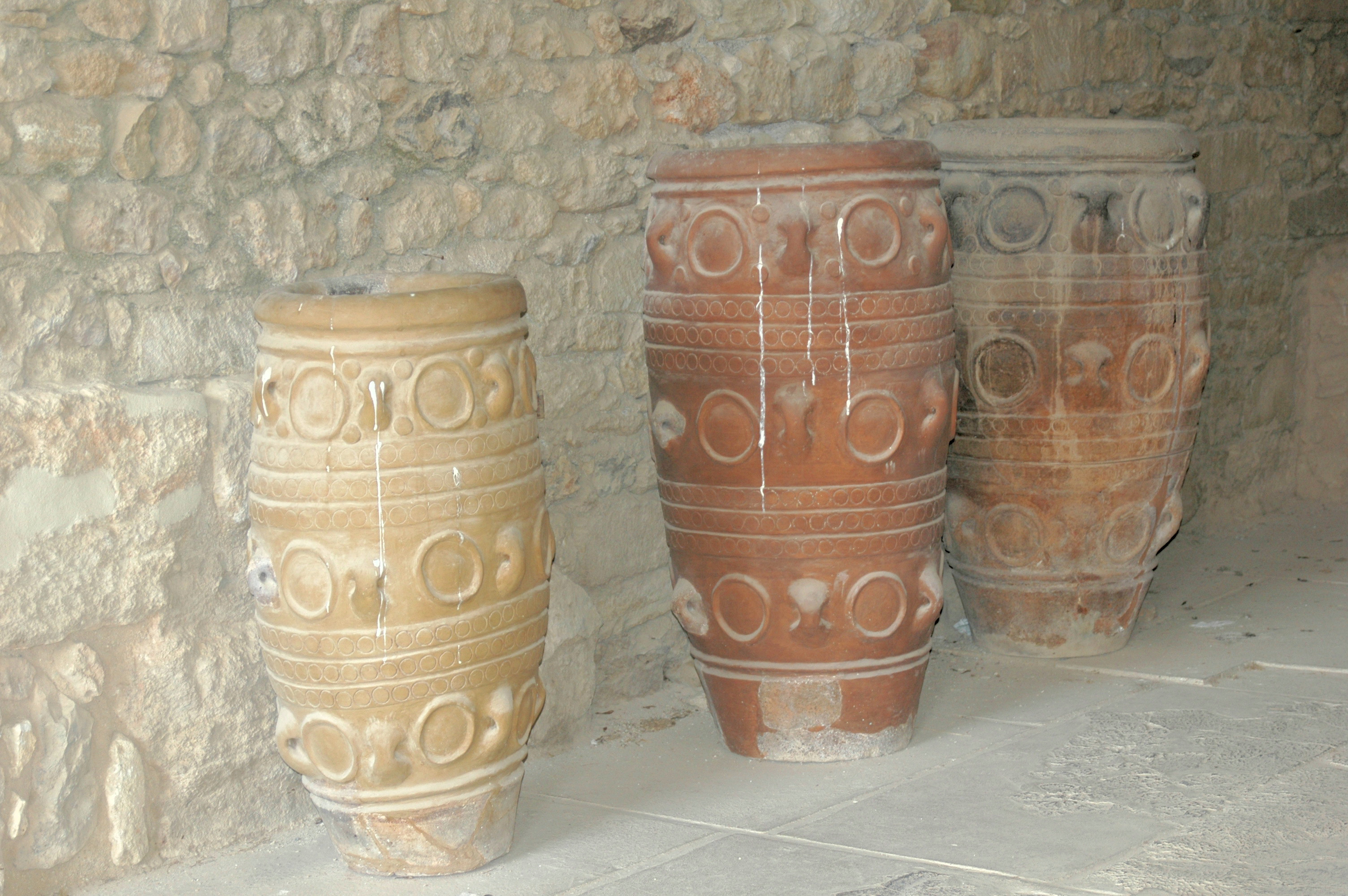
Giare a Cnosso

Uno standard architettonico comune tra i 'palazzi' del medio minoico è che essi sono allineati con la loro topografia circostante. La struttura palaziale del MM di Festo sembra allinearsi con il monte Ida, mentre quella di Cnosso con lo Juktas. Questi sono orientati lungo l'asse nord-sud. Un ragione proposta per questo (orientamento) è il significato rituale della montagna, dove numerosi santuari montani (spazi per rituali pubblici) sono stati ivi scavati (come a Petsophas). I documenti materiali di questi siti mostrano raggruppamenti di statuette d'argilla e attestazione di sacrifici di animali.

#### Colonne
Uno dei più notevoli contributi che i minoici hanno dato all'architettura è il loro tipo di colonna, unico, con una rastremazione, diciamo così, inversa, ovvero: più larga alla sommità che alla base. Definita anche colonna 'invertita' per il fatto che la maggior parte delle colonne greche sono più larghe alla base, dando in questo modo l'illusione di un'altezza maggiore. Le colonne erano fatte di legno contrapposte alla pietra, ed erano generalmente dipinte con colore rosso. Venivano impiantate sopra una semplice base in pietra e sormontate da un ampio echino, come fosse di per sé un capitello.

#### Ville
Un numero di recinti interpretati come 'Ville' sono stati scavati a Creta. Queste strutture condividono molte caratteristiche con i palazzi centrali dell'era neopalaziale (vale a dire, una notevole facciata occidentale, una struttura per l'immagazzinamento e una 'Hall Minoica'), e possono indicare un funzionamento similare, o delle imitazioni artistiche, suggerendo che i loro occupanti fossero familiari con la cultura palaziale. Queste ville sono spesso riccamente decorate (vedi gli affreschi della Villa A di Haghia Triada).

### Religione

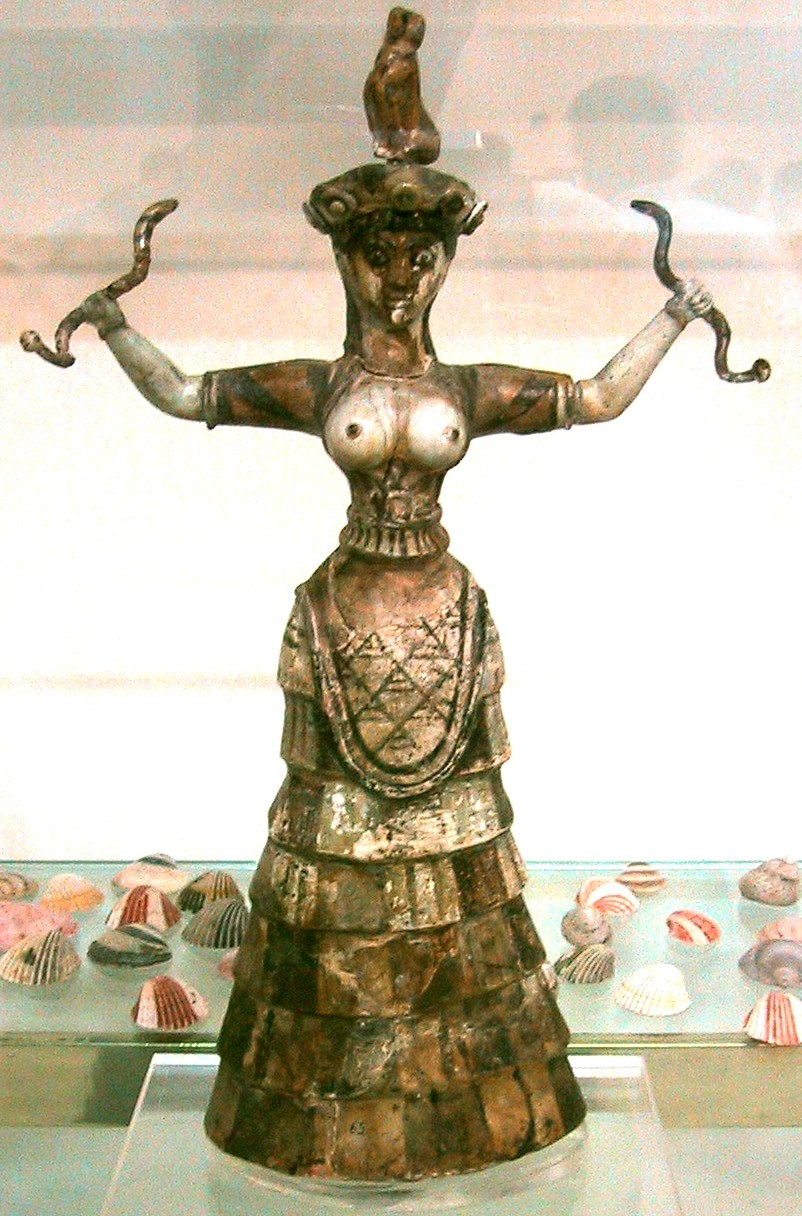
Dea (o sacerdotessa) dei serpenti, proveniente da Cnosso

La religione cretese era basata su una dea o un gruppo di dee, probabilmente venerate sotto diversi aspetti, fra cui quello della Grande Madre e della Potnia theron.
Attributi della dea erano il serpente, simbolo legato alla terra, la colomba, simbolo della fecondità, ed il leone.
Altri simboli sacri cretesi erano la labrys (doppia ascia) e il toro (con le sue corna di consacrazione), protagonista della leggenda del Minotauro e della tauromachia. Ci sono inoltre la colonna, il disco solare e l'albero.
Mentre in epoca antica le cerimonie religiose si svolgevano in grotte sacre o sulle montagne, dal XVII secolo luoghi di culto divennero le sale dei palazzi.
La cosiddetta "Dea Madre" rappresenta una figura tipica in tutte le civiltà che si affacciavano sul Mar Mediterraneo, e veniva identificata con nomi differenti quali Astarte, Ishtar, Cibele, Rea, Dictinna e altri.

Sebbene ci siano prove dell'esistenza di divinità maschili, fra cui alcune tracce della presenza di Zeus, le rappresentazioni delle dee li superano grandemente in rappresentazioni, sebbene si sia congetturato che molte di queste donne potessero essere invece soltanto adoratrici e sacerdotesse officianti alle cerimonie religiose. Secondo alcune teorie si tende a ipotizzare che le molte dee femminili incarnassero in realtà vari aspetti di una sola Grande Madre. Venivano spesso raffigurate in compagnia di serpenti o uccelli o altre forme animali non meglio identificate ad adornarne il capo. Parallelamente, si presume che al fianco della Dea Madre vi fosse un "Dio Padre", una divinità maschile equivalente che incarnasse gli stessi principi della Dea, rappresentato dal toro, simbolo di fertilità e vigore ma anche associato al mondo notturno della Luna a causa delle sue corna, e dal sole, il quale morirebbe ogni autunno per rinascere ad ogni primavera. 

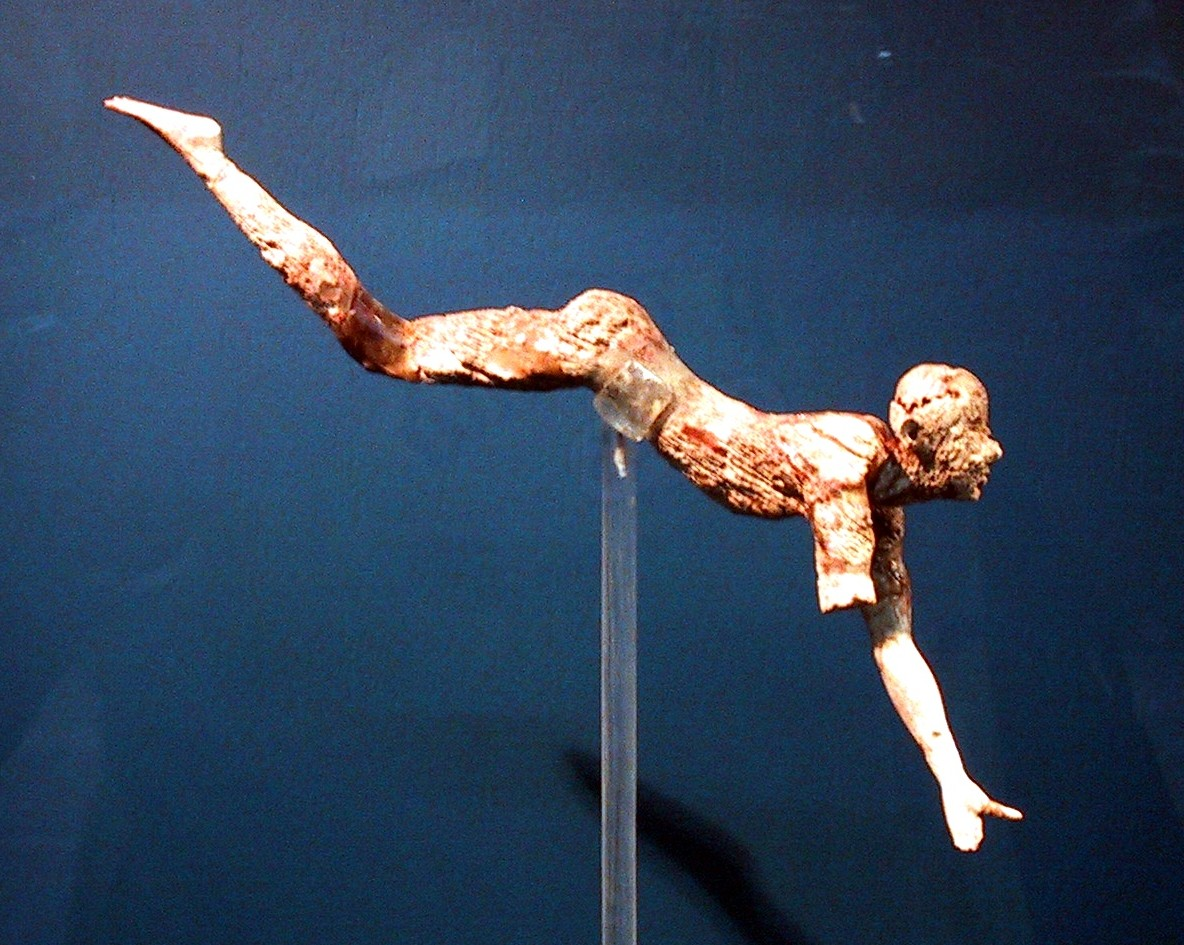
Il saltatore di tori, da Cnosso (Museo Archeologico di Heraklion)

A supporto del culto del toro presso le civiltà minoiche abbiamo documentazioni di una festività celebrativa che aveva il suo centro nella danza minoica del toro, abbondantemente rappresentata negli affreschi di Cnosso e inscritta in vari sigilli. Durante il rito, che comprendeva prestazioni atletiche di un certo livello e un notevole rischio, danzatori sia maschi che femmine affrontavano il toro, afferrandolo per le sue sacre corna, per essere sbalzati via dall'animale e ritterrando con evoluzioni ginniche sulla groppa, per discendere poi dietro di esso. Ognuno di questi movimenti sequenziali appare nelle rappresentazioni minoiche, ma dell'attuale significato della danza del toro nel culto e nella vita culturale minoica se n'è perduta ogni traccia. Ciò che è chiaro, comunque, è che non c'è nessun indizio di un confronto antagonistico con il trionfo dell'umano attraverso la morte rituale del toro, che è l'essenza dell'attuale corrida nella cultura ispanica; piuttosto, vi è un senso di armoniosa cooperazione.
Sull'interpretazione di icone minoiche, Walter Burkert avverte: «Fin dove si può e si deve differenziare la religione minoica da quella micenea è una questione che non ha ancora trovata una risposta conclusiva» suggerendo paralleli utili rintracciabili nelle relazioni tra etruschi e culture e religioni greche arcaiche, o tra cultura romana ed ellenica. La religione minoica non è stata trasmessa nella sua propria lingua, e gli usi che i letterati greci più tardi fecero dei sopravvissuti mitologemi cretesi, dopo secoli di trasmissione puramente orale, hanno finito per trasformare le scarse fonti a loro disposizione: considerare ad esempio il punto di vista ateniese riguardo alla leggenda di Teseo. Pochi nomi cretesi si sono preservati nella mitologia greca, ma non c'è modo di connettere un nome con un'icona esistente minoica, così come succede per la familiare Dea dei Serpenti. La ricerca di figure votive di metallo o argilla – doppia ascia, vasi in miniatura, modelli di manufatti, animali, figure umane – ha identificato vari siti di culto: numerosi piccoli luoghi sacri nella Creta minoica, vette montane e molte caverne sacre (oltre 300 sono state esplorate) furono i centri di alcuni culti, ma i templi così come concepiti e sviluppati poi dai greci, erano sconosciuti ai minoici. Dentro il complesso palaziale, nessuna stanza centrale dedicata al culto è stata riconosciuta, tranne il centro del cortile dove giovani di entrambi i sessi avrebbero praticato la taurokathapsia rituale. È degno di nota che non ci siano affreschi minoici rappresentanti divinità.

#### La guerra e "la pace minoica"

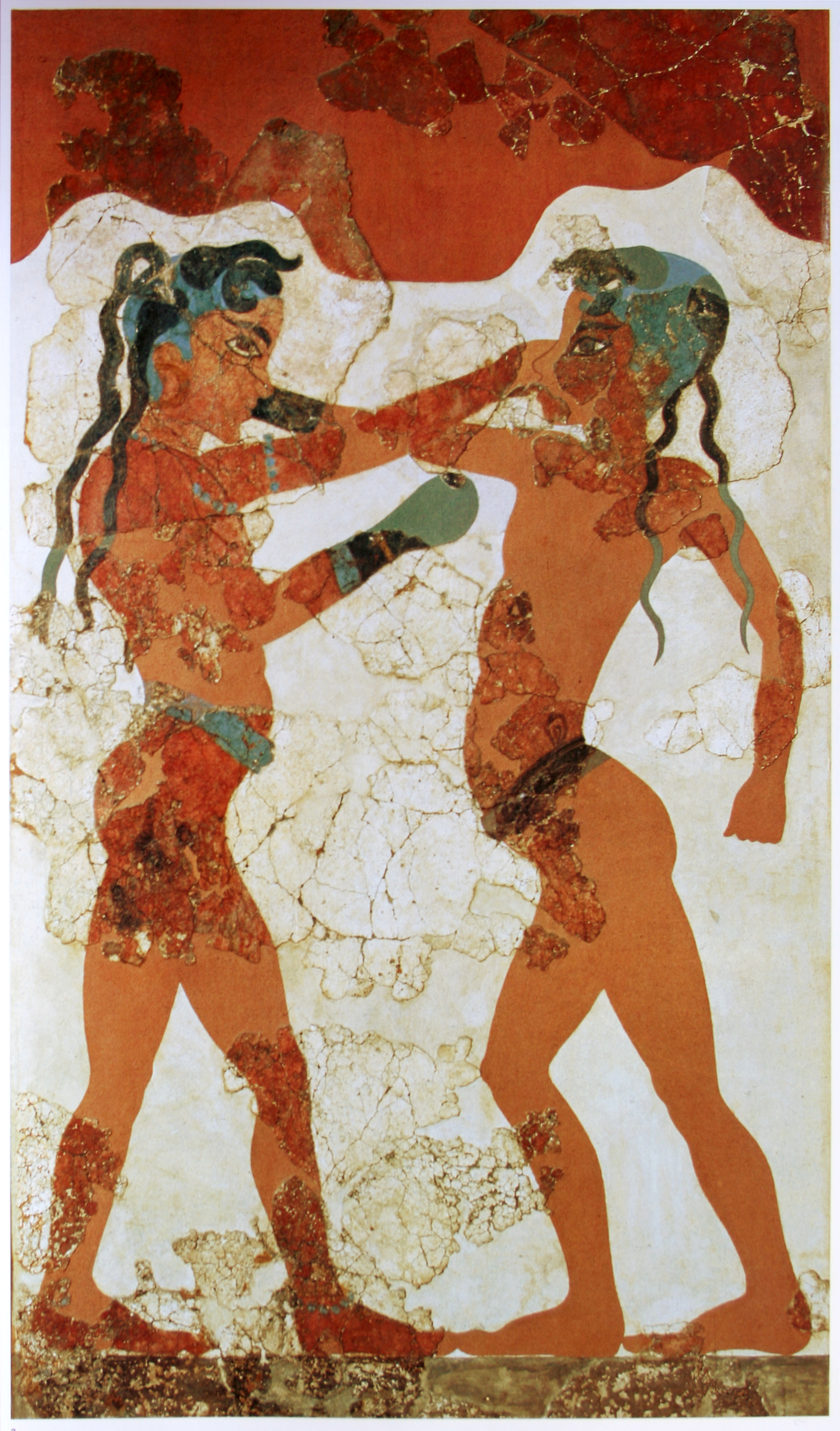
Pugilato fra ragazzi in un affresco sull'isola di Santorini

Sebbene, in anni recenti, la visione creata da Sir Arthur Evans di una Pax Minoica, "pace minoica", sia stata criticata, si è generalmente assunto che ci fossero pochi conflitti armati interni nella stessa Creta minoica, fino al seguente periodo miceneo. Come molti aspetti della Creta minoica, è arduo arrivare ad ogni ovvia conclusione in base all'evidenza. Tuttavia, nuovi scavi avvalorano interessi documentando l'impatto intorno all'Egeo.
Evans argomentò che ci sia poca evidenza riguardo ad antiche fortificazioni minoiche. Ma come S. Alexiou ha posto in rilievo (in Kretologia 8), un numero di siti, specialmente quelli dell'antico e medio minoico, come Aghia Photia, sono costruiti sulla sommità di colline o sono altrimenti fortificati. Come disse Lucia Nixon,
"…Nello stimare propriamente l'evidenza archeologica, noi possiamo essere stati influenzati molto dalla mancanza di ciò che noi potremmo congetturare come solide fortificazioni. Come in molti altri esempi, noi non avremmo cercato le prove nei giusti posti, e dunque non possiamo concludere con una corretta valutazione dei minoici e della loro abilità nell'evitare la guerra".
Chester Starr considera in Amanti dei fiori minoici (Hagg-Marinatos editori. Talassocrazia minoica) che la Cina Shang e la civiltà Maya abbiano entrambe centri non fortificati e ancora più esse si impegnano in combattimenti di frontiera, cosicché essa stessa non può in modo sufficiente definitivamente mostrare che i minoici fossero davvero una civiltà pacifica incomparabile nella storia.
Nel 1998, comunque, quando gli archeologi si incontrarono in una conferenza tenuta nel Belgio per discutere sulla possibilità che l'idea di una Pax Minoica fosse ormai sorpassata, l'evidenza riguardo alla guerra minoica si dimostrava essere scarsa.
L'archeologo Jan Driessen, per esempio, disse che i minoici mostrassero le armi frequentemente nella loro arte, ma soltanto in contesti rituali, e che...
La costruzione di siti fortificati viene spesso assunta per riflettere la minaccia di una guerra, ma tali centri fortificati erano multifunzionali; spesso erano anche la personificazione o l'espressione materiale dei luoghi centrali dei territori essendo allo stesso tempo monumenti glorificanti e attinenti al potere dominante (Driessen, 1999, p. 16).
D'altra parte, il lavoro di Stella Chryssoulaki sui piccoli avamposti o corpi di guardia nella parte orientale dell'isola rappresenta possibili elementi di un sistema difensivo. Le affermazioni riguardo al fatto che essi non producessero armi sono erronee; le spade di tipo minoico A (trovate nei palazzi di Mallia e Zarkos) erano le più eccellenti in tutto l'Egeo (Vedi Sanders, AJA 65, 67, Hoeckmann, JRGZM 27, o Rehak e Younger, AJA 102).
Keith Branigan afferma che il 95% delle cosiddette armi Minoiche possedessero impugnatura (else, manici) che ne avrebbero impedito il loro uso come armi (Branigan, 1999); verifiche sperimentali più recenti su riproduzioni accurate hanno mostrato che ciò non è corretto poiché queste armi erano capaci di fendere il corpo fino alle ossa (intaccando la superficie ossea) senza che le armi stesse riportino alcun danno. L'archeologo Paul Rehak sostiene che gli scudi minoici ad otto figure non potrebbero essere stati usati nel combattimento e neppure nella caccia, poiché erano troppo ingombranti (Rehak, 1999). Va però rilevato che scudi altrettanto se non più ingombranti sono ben diffusi tra l'età del bronzo e il rinascimento si pensi al palvese, e non sono molto differenti da scudi rappresentati in contesti micenei (dove la guerra era un'attività ben conosciuta), anzi proprio le loro grandi dimensioni offrono una protezione notevole, mentre scudi rituali potrebbero essere di dimensioni ridotte. Ancora l'archeologo Jan Driessen afferma che i minoici frequentemente mostravano 'armi' nella loro arte, ma solo in contesti rituali (Driessen 1999). Infine, l'archeologo Cheryl Floyd conclude che le "armi" minoiche fossero meramente utensili usati per scopi mondani come la macellazione degli animali (Floyd, 1999). Sebbene questa interpretazione debba restare altamente discutibile poiché non ci sono paralleli riguardo a spade lunghe un metro e punte lunghe di lance usate come strumenti culinari nei documenti storici o etnografici. Inoltre va osservato come la ritualizzazione delle armi non escluda affatto la guerra, anzi la presenza di armi rituali presuppone la conoscenza di armi non rituali.
Riguardo alla guerra in generale, Branigan conclude che:
«La quantità di armamenti, le imponenti fortificazioni, e le lunghe navi dall'aspetto aggressivo, suggeriscono pienamente un periodo di intense ostilità. Ma una più concisa verifica fa pensare che tutti e tre gli elementi chiave sono perlopiù circoscritti all'affermazione dello status, all'esibizione, e allo stile in voga così come all'aggressione… La guerra come tale nell'Egeo meridionale, nell'età del bronzo antico, venne personalizzata e forse ritualizzata (a Creta) o in scala minore, fu intermittente ed essenzialmente un'attività economica (nelle Cicladi e nell'Argolide/Attica)» (Branigan, 1999, p. 92).
L'archeologo Krzyszkowska concordemente afferma:
«Il fatto importante è che, per l'Egeo preistorico, non abbiamo di per sé nessuna prova diretta di guerra o stato di guerra» (Krzyszkowska, 1999).
Inoltre, nessuna prova esiste riguardo ad un esercito minoico, o di una dominazione minoica su popoli esterni a Creta. Pochi segni di guerra appaiono nell'arte minoica.
«Sebbene alcuni archeologi vedano scene di guerra in pochi frammenti dell'arte minoica, altri interpretano ancor più queste scene come festività, danze sacre, o eventi sportivi» (Studebaker, 2004, p.27).
Anche se vengono rappresentati guerrieri armati feriti alla gola con spade, la violenza può accadere in contesti rituali o sport sanguinosi.
Benché nella Grecia continentale al tempo delle tombe a cunicolo a Micene, vi sia poca evidenza di maggiori fortificazioni tra i micenei (le famose cittadelle sono postdatate alla distruzione di quasi tutti i siti neopalaziali cretesi), la costante propaganda di guerra di altri popoli contemporanei agli antichi minoici — egiziani ed ittiti, per esempio — è ben documentata.
La mancanza di fortificazione e l'apparente rarità di armi a Creta ed in altri siti minoici non implica necessariamente come questa civiltà non conoscesse, non praticasse o non ricorresse a guerre organizzate. La guerra presso poteva essere ritualizzata e non prevedere combattimenti diretti tra eserciti, come racconta Omero.
Inoltre, anche se attualmente il concetto di "talassocrazia" minoica è fortemente ridimensionato o criticato, una civiltà che fosse riuscita a limitare o eliminare le eventuali acredini intestine alle varie entità politiche cretesi, avrebbe potuto dirigere le proprie forze esternamente. Non vi sarebbe stato alcun bisogno di difendere le proprie "città", poiché la difesa di queste sarebbe stata portata avanti dalla flotta e da forze militari concentrate all'estero. Anche a livello comparativo numerose civiltà storiche hanno sviluppato poche o modeste strutture militari "al centro", mentre ne hanno avute di notevoli presso le periferie (si pensi al limes romano), oppure hanno pacificato il centro e militarizzato la periferia (si pensi all'impero britannico dalla fine del '600), sempre impiegando una quota ridottissima della popolazione a scopi militari.
In conclusione qualsiasi argomento in favore o contro la bellicosità dei minoici è, per ora, fortemente speculativo, anche se affermazioni straordinarie (ovvero che la civiltà minoica fosse l'unica civiltà del mediterraneo dell'età del bronzo assolutamente non bellicosa) richiederebbero prove straordinarie.

#### Possibilità di sacrifici umani
Prove riguardo al fatto che i minoici possano avere praticato sacrifici umani sono state trovate in tre siti:
1. Anemospilia, in una costruzione del MMII vicino al Monte Juktas, interpretata come un tempio,
2. un complesso santuario dell'AMII a Fournou Korifi nel centro-sud di Creta, e
3. Cnosso, in un edificio del TMIB noto come la "casa a nord." (spiegazione delle abbreviazioni).

Il tempio di Anemospilia venne distrutto da un terremoto nel periodo del MMII. L'edificio sembra essere un luogo sacro tripartito, e piedi in terracotta e alcuni legni carbonizzati vennero interpretati dagli scavatori come i resti di una statua di culto. Quattro scheletri umani vennero trovati fra le sue rovine; uno, appartenente a un giovane uomo, fu trovato in un'insolita posizione contratta su una piattaforma rialzata, suggerendo che fosse stato legato per essere sacrificato, molto simile al toro nella scena del sacrificio sul sarcofago di Aghia Triada dell'età micenea. Un pugnale di bronzo si trovava fra le sue ossa, e lo scoloramento delle ossa su un lato del corpo suggeriscono che egli morisse dissanguato. La lama di bronzo era lunga 15 pollici e aveva figure di cinghiali su ogni lato. Le ossa si trovavano sopra una piattaforma rialzata al centro della stanza, vicino al pilastro con un trogolo alla sua base.
Le posizioni degli altri tre scheletri suggeriscono che un terremoto li colse di sorpresa — lo scheletro di una donna di 28 anni era legato al suolo con braccia e gambe divaricate nella stessa stanza come il maschio sacrificato. Nei pressi della piattaforma sacrificale c'era lo scheletro di un uomo di circa trent'anni, con gambe spezzate. Le sue braccia erano sollevate, come per proteggere se stesso da detriti che cadevano, dando adito all'ipotesi che le sue gambe fossero state rotte dal collasso dell'edificio durante il terremoto. Di fronte alla sala dell'edificio si trovavano quattro scheletri, troppo scarsamente conservati per permettere la determinazione dell'età o del genere. Quasi 105 frammenti di un vaso d'argilla furono scoperti, sparsi in modo da suggerire che sia stato abbandonato dalla persona di fronte quando venne colpito dai detriti dell'edificio che collassava. La giara sembra contenesse il sangue del toro.
Sfortunatamente, gli scavatori di questo sito non hanno pubblicato un rapporto ufficiale di questo scavo; il sito è principalmente noto attraverso un articolo del 1981 articolo del National Geographic (Sakellarakis e Sapouna-Sakellerakis 1981, vedi anche Rutter).
Non tutti concordano che questo fosse un sacrificio umano. Nanno Marinatos dice che l'uomo presumibilmente sacrificato moriva effettivamente durante un terremoto scatenatosi quasi contemporaneamente alla sua morte. Annota che questo terremoto distrusse l'edificio, uccidendo anche i due minoici, i presunti sacrificatori, aggiungendo inoltre che l'edificio non fosse un tempio, essendo la prova del sacrificio "lontana dall'essere ... una realtà conclusiva". Concordemente anche Dennis Hughes asserisce che la piattaforma dove l'uomo giace non fosse necessariamente un altare, e la lama probabilmente non era altro che una punta di lancia che potrebbe essere caduta durante il terremoto dagli scaffali o dal pavimento superiore, ma non certo posta intenzionalmente sul giovane uomo.
Nel complesso del santuario di Fournou Korifi, frammenti di un cranio umano furono trovati nella stessa stanza insieme a un piccolo focolare, un "buco per la cottura" (cooking-hole), e utensili da cucina. Questo cranio è stato interpretato come i resti di una vittima sacrificale.
Nella "Casa del Nord" a Cnosso, furono trovate le ossa di almeno quattro bambini (che godevano di buona salute) mostranti segni i quali fanno pensare che "essi fossero massacrati allo stesso modo con cui i minoici macellavano capre e pecore, e che fossero così sacrificati e mangiati. L'anziano archeologo cretese Nicolas Platon fu così terrificato da questa ipotesi da insistere sul fatto che le ossa dovessero per forza di cose essere quelle di scimmie antropomorfe, e non certo umane".
Le ossa, trovate da Peter Warren, risalgono al Tardo Minoico IB (1580-1490), prima dell'arrivo dei micenei (nel TM IIIA, circa 1320-1200) secondo Paul Rehak e John G. Younger. Dennis Hughes e Rodney Castleden asseriscono che queste ossa fossero depositate come una 'sepoltura secondaria'. La sepoltura secondaria non è una pratica inusuale; essa viene a seppellire il morto due volte: subito dopo la morte, e poi di nuovo quando il corpo è diventato ormai scheletro. I segni di tagli osservati sulle ossa sarebbero dovuti alla pratica di completare la scarnificazione delle ossa con un coltello..

#### Sepoltura ed usanze funerarie
Come molta dell'archeologia dell'età del bronzo, i resti delle sepolture costituiscono una parte sostanziale di materiale ed evidenza archeologica riguardo al periodo. Alla fine del secondo periodo palaziale minoico la pratica di sepoltura è dominata da due forme essenziali: 'Tombe circolari', o Tholoi, (situate nella Creta meridionale) 'Tombe a casa', (localizzate ad oriente e ad occidente). Naturalmente, ci sono molte tendenze e modelli nell'ambito della pratica mortuaria che non si conformano a questo semplice esame. Lungo tutto questo periodo c'è una tendenza verso sepolture individuali, con alcune distinte eccezioni. Queste includono il complesso molto dibattuto di Chrysolakkos, Mallia, costituito da un numero di edifici formanti un complesso. Questo viene localizzato nel centro dell'area di sepoltura di Mallia e può essere stato il nucleo per i riti di sepoltura, o la 'cripta' per una famiglia di notabili.
Queste tombe spesso evidenziano la sepoltura di un gruppo, dove più di un corpo viene depositato, e possono rappresentare dunque le cripte di sepoltura per generazioni di un gruppo consanguineo, o di un particolare insediamento dove gli individui non sono strettamente relazionati, ma partecipano alla costruzione della tomba. La 'tomba a casa' a Gournia ne è un tipico esempio, costituita da un tetto fatto di canne e argilla, retto da mattoni di fango, con la base in pietra. Ad Ayia Photia certe tombe a camera tagliate nella roccia possono essere state utilizzate solamente per la sepoltura di bambini, indicando perciò modelli di sepoltura complessi che differiscono da regione a regione. L'arredo mortuario e gli oggetti funerari variano ampiamente, ma potrebbero includere giare, oggetti in bronzo come utensili ed armi, oppure oggetti voluttuari come orecchini. Poco si conosce riguardo al rito funebre, o gli stadi attraverso i quali il deceduto passava prima della sepoltura finale, ma è stato indicato che 'brindisi rituali' possano averne formato una parte; ciò viene suggerito dalla prevalenza di coppe per bere trovate in alcune tombe.
Nei successivi periodi (AM III) viene osservata una tendenza, per tutta l'isola di Creta, verso sepolture singole, di solito Pithoi in argilla (grandi vasi per l'immagazzinamento), che sostituivano la pratica delle tombe costruite (in loco). Allo stesso modo, emersero le sepolture del tipo Larnake o Larnax, dove il corpo veniva depositato in un sarcofago di legno o argilla. Queste bare erano spesso riccamente decorate con motivi e scene simili a quelle degli affreschi più arcaici e della tradizione pittorica del vasellame. Tuttavia, tombe ricavate dalle rocce e tholoi rimasero in uso anche nel periodo del TM III, incluso il sito di Phylaki.
La distribuzione delle necropoli varia nel tempo e nello spazio. Alcune richieste funzionali possono avere influenzato la decisione nel localizzare un cimitero: Le tombe tagliate nella roccia del tardo minoico ad Armeni utilizzano la geografia della zona come supporto strutturale, dove le camere sono scavate in profondità nella roccia. Generalmente, i cimiteri tendono a raggrupparsi nelle regioni limitrofe nelle aree di insediamento. Il cimitero di Mochlos, per esempio, sarebbe servito agli abitanti di quell'isola, insediati a sud dell'area. Il cimitero stesso è stato interpretato per indicare una visibile gerarchia, forse indicante la differenziazione sociale nell'ambito di una popolazione locale; più grandi, tombe monumentali per l'élite, e tombe più piccole (incluse alcune delle prime sepolture in Pithoi), per la maggioranza della popolazione.
Il geologo tedesco Hans Georg Wunderlich argomentò che lo stesso Palazzo di Cnosso fosse un tempio mortuario. Questa interpretazione è fortemente rigettata dall'archeologia tradizionale.

### Agricoltura e sussistenza
I minoici allevavano bestiame, pecore, maiali e capre, e coltivavano grano, orzo, veccia e ceci, compresi uva, fichi, olivi, non esclusi i papaveri, per i semi e forse, l'oppio. I minoici addomesticarono le api, e adottarono il melograno e la cotogna dal Vicino Oriente, quantunque non i limoni e gli aranci come si è spesso pensato. I minoici svilupparono una policoltura mediterranea, la pratica di far crescere più di una coltura allo stesso tempo, e, come risultato della loro dieta più varia e sana, la popolazione incrementò. Questo metodo agricolo teoricamente manterrebbe la fertilità del suolo, come pure offre protezione contro scarsi raccolti di ogni singola coltura. Inoltre, le tavolette in lineare B indicano l'importanza della coltivazione del frutteto (vale a dire, fichi, olivi e viti) nelle colture lavorate per la resa di "prodotti secondari". Il processo del vino che fermenta dall'uva è probabile sia stato un interesse dell'economia del "palazzo", a causa del quale tali beni di prestigio sarebbero stati importanti materie prime per il commercio come pure elementi culturalmente significativi di consumo. Allo stesso modo, è verosimile che il consumo di costosi prodotti d'oro esotici avrebbero giocato un ruolo nella presentazione ed articolazione del potere politico ed economico.
I contadini usavano aratri di legno, con il cuoio che avvolgeva l'impugnatura in legno, e spinti da un paio di asini o buoi.
L'importanza delle risorse marine nella dieta cretese è egualmente degno di considerazione: la prevalenza di molluschi edibili nel materiale del sito, e le rappresentazioni artistiche di pesci ed animali marini, inclusa la caratteristica giara con motivi cordati rappresentante l'"octopus" (TM IIIC), indicano un apprezzamento ed uso occasionale del pesce nell'economia. Tuttavia, dubbi restano sul significato funzionale di queste risorse nella più ampia dieta cretese, specialmente in relazione ai cereali, olive e prodotti animali. In realtà, l'intensificazione dell'attività agricola viene indicata dalla costruzione di terrazze e dighe a Pseira nel tardo minoico.
Non tutte le piante e la flora avrebbero un'utilità puramente funzionale o economica. Le rappresentazioni artistiche spesso mostrano scene di raccoglitori di gigli e rappresentazioni dentro spazi 'verdi'. L'affresco noto come il "boschetto sacro" a Cnosso, per esempio, mostra un certo numero di figure femminili in posizione frontale verso il lato sinistro della scena, fiancheggiate da una macchia d'alberi. Alcuni studiosi hanno suggerito che questi dipinti rappresentino la manifestazione di 'festività della mietitura' o cerimonie, ovvero dei modi per venerare la fertilità continuata del suolo. Oltre alle rappresentazioni artistiche vengono osservate delle scene agricole nel così definito "vaso dei mietitori" (un rhyton a forma ovale, o recipiente per versare) del secondo periodo palaziale, dove ognuna delle 27 figure maschili porta una zappa. Ciò avvalora l'importanza dell'agricoltura come motivo artistico.
Molte dispute sono state suscitate dalla scoperta di magazzini dentro i recinti del palazzo. Nel secondo 'palazzo' a Festo, per esempio, una quantità di stanze sul lato occidentale della struttura sono state identificate come un complesso adibito a magazzino. Dentro queste aree di immagazzinamento sono state scoperte numerose giare, brocche e vasi, mettendo così in rilievo il ruolo del complesso come un potenziale centro di ridistribuzione di prodotti agricoli. Molte possibilità possono essere suggerite, incluso un modello dove tutti i prodotti economici e agricoli venivano controllati dal Palazzo e redistribuiti da esso. Nei siti come Cnosso, dove la città si è sviluppata ingrandendosi considerevolmente (75 ha), c'è l'evidenza di specializzazione del lavoro, come indicato dalle officine. Il palazzo di Kato Zakro, per esempio, mostra officine integrate nella struttura del palazzo, e ciò contribuisce all'idea che il sistema palaziale minoico si sviluppasse attraverso l'intensificazione economica, dove la maggiore eccedenza di prodotti agricoli sostentava possibilmente una popolazione di amministratori, artigiani e professionisti religiosi. Il numero di camere domestiche o da letto nel palazzo indicano la possibilità il sostentamento di una grande popolazione di individui sottratti al lavoro manuale.

## Teorie sulla fine della civiltà minoica
La cosiddetta eruzione minoica sull'isola di Thera (attualmente Santorini distante circa 100 km da Creta) avvenne nel secondo millennio a.C. durante il periodo del TM (tardo minoico), e fu una delle più grandi esplosioni vulcaniche mai accadute nella storia della civiltà, emettendo approssimativamente 60 km³ di materiale, con un indice di esplosività vulcanica pari a 6. L'eruzione devastò il vicino insediamento minoico di Akrotiri su Santorini, che venne sepolto sotto uno strato di pomice. È stato inoltre suggerito che l'eruzione e i suoi effetti sulla civiltà minoica abbiano dato origine al mito di Atlantide, attraverso i resoconti storici egiziani.
Si è inoltre creduto che l'eruzione avesse colpito fortemente la cultura minoica di Creta, sebbene l'estensione dell'impatto sia ancora dibattuta. Le prime teorie proposero che la caduta di cenere provenienti da Thera, su metà della Creta orientale, ne soffocò la vegetazione, causando così la fame nella popolazione locale. Tuttavia, dopo molti esami sul campo, questa teoria ha perduto credibilità, poiché fu determinato che ad ogni modo non più di 5 mm di cenere fossero caduti su Creta. Studi recenti, basati sull'evidenza archeologica trovata sull'isola, indicano che un immenso tsunami, generato dall'eruzione di Thera, devastò le aree costiere di Creta distruggendo molti degli insediamenti minoici.. Il periodo del TM IIIA è segnato dalla sua ricchezza (arte e sepolture sontuose) e dall'ubiquità degli stili della ceramica di Cnosso. Tuttavia, dal TM IIIB l'importanza di Cnosso come centro regionale, e dei suoi ricchi manufatti, sembrano essere ormai in declino.
Reperti significativi sono stati trovati negli strati di cenere della Thera del TM, implicando che l'eruzione di Thera non avesse causato l'immediato crollo della civiltà minoica. Essa era una potenza marinara e dipendeva in modo considerevole dalla flotta mercantile per la sua sussistenza e l'eruzione di Thera causò indubbiamente notevoli difficoltà economiche. Se questi effetti siano stati abbastanza gravi da produrre il rapido declino della civiltà minoica è ancora una questione aperta.
La conquista micenea di Creta avvenuta nel TM II, a parere di molti storici fu senza dubbio facilitata dalla crisi che seguì la catastrofica esplosione di non molti anni prima.
Alcuni autori hanno ipotizzato anche una contemporanea eccessiva pressione sulla capacità portante dell'ambiente nell'ultima fase della civiltà minoica. Per esempio il sito archeologico di Cnosso fornisce prove di estesa deforestazione in questa parte di Creta nel periodo della decadenza.

## Studi genetici sulla popolazione
Uno studio del 2013 sul DNA mitocondriale di campioni di ossa prelevati dall'ossario minoico di Oropedio Lasithiou, datati tra i 4.400 e i 3.700 anni fa, ha mostrato che i campioni minoici sono somiglianti a quelli della popolazione moderna della zona, così come a quelli del resto della Grecia e dell'Europa occidentale e settentrionale, mentre sono distanti dai campioni egiziani e nord africani.
Secondo gli autori dello studio, questi risultati sono coerenti con l'ipotesi di uno sviluppo endogeno della civiltà minoica dai discendenti dei primi coloni neolitici che arrivarono sull'isola circa 9.000 anni fa, contrariamente all'ipotesi di un'origine egiziana o nord africana proposta inizialmente da Evans. "Ora sappiamo che i fondatori della prima civiltà europea avanzata erano europei" ha affermato il coautore dello studio George Stamatoyannopoulos, genetista umano dell'Università di Washington. "Essi erano molto simili agli europei del neolitico e molto simili ai cretesi del giorno d'oggi".
Uno studio archeogenetico del 2017 dell'Università di Harvard sul DNA autosomico di resti ossei di individui minoici pubblicato sulla rivista Nature ha concluso che i Minoici e i Micenei erano geneticamente correlati, e che entrambi sono strettamente correlati, ma non identici, alle moderne popolazioni greche. Lo stesso studio ha anche affermato che almeno tre quarti del DNA sia dei Minoici che dei Micenei proveniva dai primi agricoltori del Neolitico che vivevano in Anatolia occidentale e nel Mar Egeo, mentre la maggior parte del resto proveniva da antiche popolazioni legate a quelle del Caucaso e Iran.